# Гранж
Гранж (англ. grunge, букв. «грязь», «надрыв», «пренебрежение»; известен также как саунд Сиэтла, англ. Seattle sound) — подстиль в альтернативном роке, развившийся из панк-рока и хэви-метала в середине 1980-х годов в американском штате Вашингтон, прежде всего в Сиэтле и близлежащих городах. В период своего становления жанр был сконцентрирован вокруг исполнителей, записывающих материал на местном инди-лейбле Sub Pop, и андеграундной музыкальной сцены северо-западного региона (такие коллективы, как Green River, Mudhoney и Melvins). К началу 1990-х годов популярность гранжа распространилась на близлежащие штаты, в первую очередь затронув Калифорнию, а затем и на другие регионы страны, а также Австралию, за счёт чего возникло множество подражателей оригинального сиэтлского звука и появился повышенный интерес со стороны крупных звукозаписывающих фирм.
В начале — середине 1990-х гранж стал коммерчески успешным жанром и занял прочное место в музыкальном мейнстриме, на что повлияли высокие коммерческие показатели таких альбомов, как Nevermind (Nirvana), Ten (Pearl Jam), Badmotorfinger и Superunknown (Soundgarden), Dirt (Alice in Chains) и Core (Stone Temple Pilots). Группы Nirvana, Pearl Jam, Soundgarden и Alice in Chains составляют так называемую «большую четверку» гранжа. Успех этих групп повысил популярность альтернативного рока среди широкой аудитории и сделал гранж самым популярным направлением в рок-музыке того времени. Хотя в конце 1990-х большинство гранж-групп распались или исчезли из плотного медийного пространства, их звучание и, прежде всего, тексты оставили след в современной рок-музыке, привнеся в массовую культуру вопросы, посвящённые проблематике общественного и социального характера, а также добавив темы самоанализа и экзистенциальной аутентичности. Также гранж оказал сильное влияние на последующие андеграундные жанры, в том числе постгранж, который вышел из гранжа (такие исполнители, как Creed и Nickelback) и ню-метал (например, группы KoЯn и Limp Bizkit).
Гранжу свойственны «грязное» гитарное звучание, обилие дисторшна, контрастная динамика с чередованием «громко-тихо», мрачные тексты на тему отчуждения, одиночества, апатии и свободолюбия. Сильное влияние на становление гранжа оказали панк-рок и хэви-метал, хотя некоторые гранж-группы в большей степени акцентировались на одном из этих жанров. Также на музыку направления повлияло звучание инди-рок-групп, таких как Sonic Youth и Pixies. По сравнению с другими жанрами рок-музыки, эстетика гранжа была подчёркнуто демократичной и безыскусной, музыканты появлялись на публике в обычной, часто помятой или поношенной одежде и избегали театральности.
Впоследствии множество факторов способствовало стремительному снижению популярности жанра. В середине — конце 1990-х многие гранж-коллективы распались или стали менее активными, не в последнюю очередь из-за распространения наркотиков на этой музыкальной сцене. Лидер группы Nirvana Курт Кобейн, названный журналом Time «Джоном Ленноном свингующего северо-запада», наиболее тяжело переносил обрушившийся на него успех и высокое внимание со стороны прессы, что лишь усугублялось депрессией и борьбой с наркозависимостью. Музыкант покончил с собой в возрасте 27 лет, в апреле 1994 года; впоследствии его смерть назвали «катализатором заката гранжа», так как она «…выкачала энергию из гранжа и спровоцировала появление слащавой и корпоративной музыки» в надежде вернуть былые позиции на музыкальной арене.

## Происхождение термина

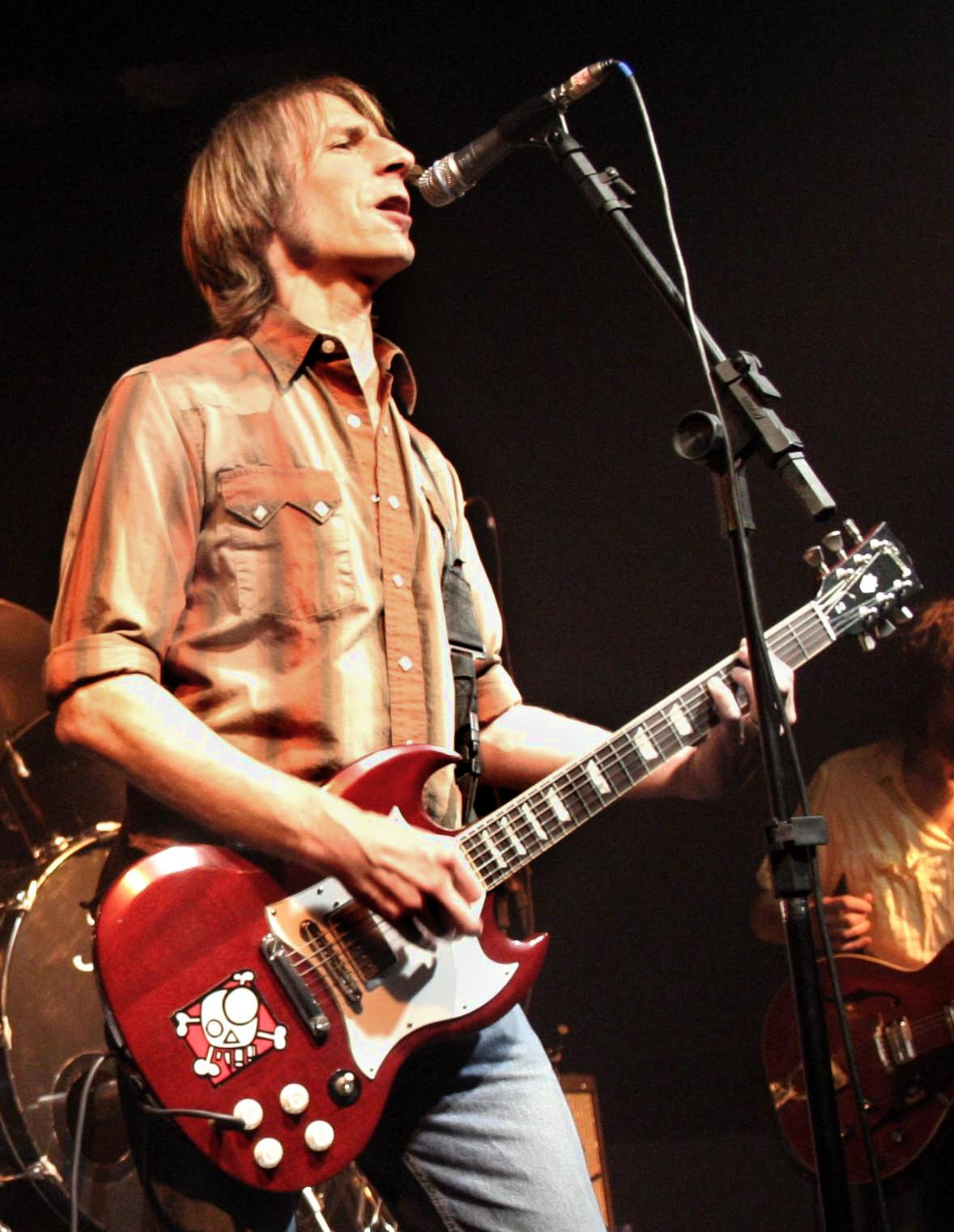
Гранж-музыкант Марк Арм, фронтмен группы Green River (и впоследствии Mudhoney), считается первым, кто ввёл термин «гранж» в медийное пространство для описания «саунда Сиэтла»

Слово «гранж» начало использоваться в музыкальном обиходе задолго до распространения этого термина в мейнстримовых СМИ, им обозначали музыкальный жанр Сиэтла.
Одно из первых упоминаний слова относится к 1957 году — оно фигурировало на задней стороне обложки рокабилли-альбома Джонни Бёрнетта.
В 1965 году справочник «Американский английский подростковый сленг» описывал значение термина, как нечто «неряшливое, грязное или неопрятное».
Кроме того, в 1972 году его использовал музыкальный критик Лестер Бэнгс, а в 1978 — обозреватель журнала NME Пол Рамбали для описания мейнстримового рока. В 1986 году журнал Spin опубликовал статью, в которой говорилось: «Шум. Рок был всегда посвящён этому. В нём есть первобытный гранж…, дисторшн… и фузз…» — применительно к искажённому звучанию рок-музыки в целом.
Марк Арм, вокалист сиэтлской группы Green River, а позднее Mudhoney, считается первым, кто использовал термин «гранж» для описания музыкального жанра Сиэтла. Это произошло в 1981 году, когда музыкант написал письмо в местную андеграундную газету Desperate Times (используя при этом своё настоящее имя — Марк Маклафлин), в котором критиковал свою собственную группу — Mr. Epp and the Calculations: «Чистейший гранж! Чистейший нойз! Чистейшее дерьмо!». Впоследствии один из редакторов газеты, Кларк Хамфри, называл это письмо самым первым образцом использования термина в контексте описания музыкальной группы из Сиэтла. По словам Хамфри, в 1987—1988 годах глава инди-лейбла Sub Pop Брюс Пэвитт популяризировал это слово, употребив его несколько раз для описания музыки Green River. Так, он назвал мини-альбом группы Dry As a Bone (1986) «сверхраскрепощённым ГРАНЖЕМ, разрушившим нравственные устои поколения». Эверетт Тру отмечал: когда Арм заявил, что улицы Сиэтла были «вымощены гранжем», он использовал слово в негативном контексте, намекая на их «никчёмность». Публицист подчёркивает, что Арм употребил слово в качестве прилагательного, а не для описания музыкального жанра.
Впоследствии Арм утверждал, что позаимствовал этот термин. По словам музыканта, он уже использовался в Австралии в середине 1980-х для описания таких групп, как King Snake Roost, The Scientists, Salamander Jim и Beasts of Bourbon. Арм употреблял слово «гранж» как описательный, а не жанровый термин, однако в итоге им стали характеризовать звучание музыкальной сцены Сиэтла, основанное на комбинации жанров панка и метала. По мнению журналистки Кэтрин Стронг, «грязный звук» некоторых коллективов конца 1980-х, которые объединяли определённые факторы — низкобюджетность, отсутствие опыта записи и «преднамеренный непрофессионализм», — также мог быть источником возникновения термина «гранж».
Впоследствии термин использовался и в других формах; так, в 2016-м году писатель Джош Хендерсон, ссылаясь на представителей сиэтлской сцены 1990-х годов, называл их «гранжерами».
В период формирования жанра его называли «pain rock» (рус. угнетающий рок), из-за ярко выраженного влияния «негативизма» группы Black Sabbath. Также гранж получил локальные прозвища — «Саунд Сиэтла» или «Сцена Сиэтла» — последнее из которых было отсылкой к активной музыкальной субкультуре этого города, сосредоточенной вокруг независимого лейбла Sub Pop, а также «мощной альтернативной сцены» Вашингтонского университета и Колледжа Вечнозелёного штата. Данный колледж представлял собой прогрессивное учебное заведение c экспериментальным учебным процессом, имевшее собственную музыкальную радиостанцию. Также на пионеров жанра повлияли группы из Портленда, такие как Wipers.
Некоторые коллективы, связанные с гранжем, такие как Soundgarden, Pearl Jam и Alice in Chains, не испытывали предрасположенности к этому термину, предпочитая позиционировать себя как «рок-н-ролльные» группы. Так, басист Soundgarden Бен Шеферд заявил в одном из интервью, что он «ненавидит слово» гранж «и ненавидит ассоциироваться с ним». По словам музыканта Джеффа Стетсона, когда он посещал Сиэтл в конце 1980-х и начале 1990-х годов, во время гастролей, местные музыканты не называли себя «гранж-исполнителями», не позиционировали свой стиль этим термином и им не льстило, что их музыку называли «гранжем».
Впоследствии редакция журнала Rolling Stone отмечала отсутствие чёткой формулировки определения жанра. Музыкальный публицист Роберт Лосс также сетовал на трудности в описании термина; по его словам, чтобы объяснить, что такое гранж, можно рассказать несколько историй гранж-сцены, но как только вы попытаетесь описать термин таким образом, «он тут же выскользнет из ваших рук». В свою очередь, Рой Шукер утверждал, что термин «маскирует под собой множество стилей». По мнению публициста, гранж не являлся движением, «монолитным музыкальным жанром» или реакцией на глэм-метал 1980-х; он утверждал, что термин был подобран неправильно и базировался лишь на ажиотаже вокруг самого жанра. Также Шукер подчёркивал, что «Саунд Сиэтла превратился в маркетинговую уловку для музыкальной индустрии». Стетсон высказывал схожее мнение, отмечая, что все популярные гранж-группы (Nirvana, Pearl Jam, Soundgarden, Alice in Chains, Mudhoney и Hammerbox) звучат по-разному. Марк Ярм, автор книги «Everybody Loves Our Town: An Oral History of Grunge», также указывал на значительные различия между гранж-группами, подчёркивая, что некоторые из них базировались на музыке панка, другие же — хэви-метала.

## Характеристика

### Музыкальный стиль

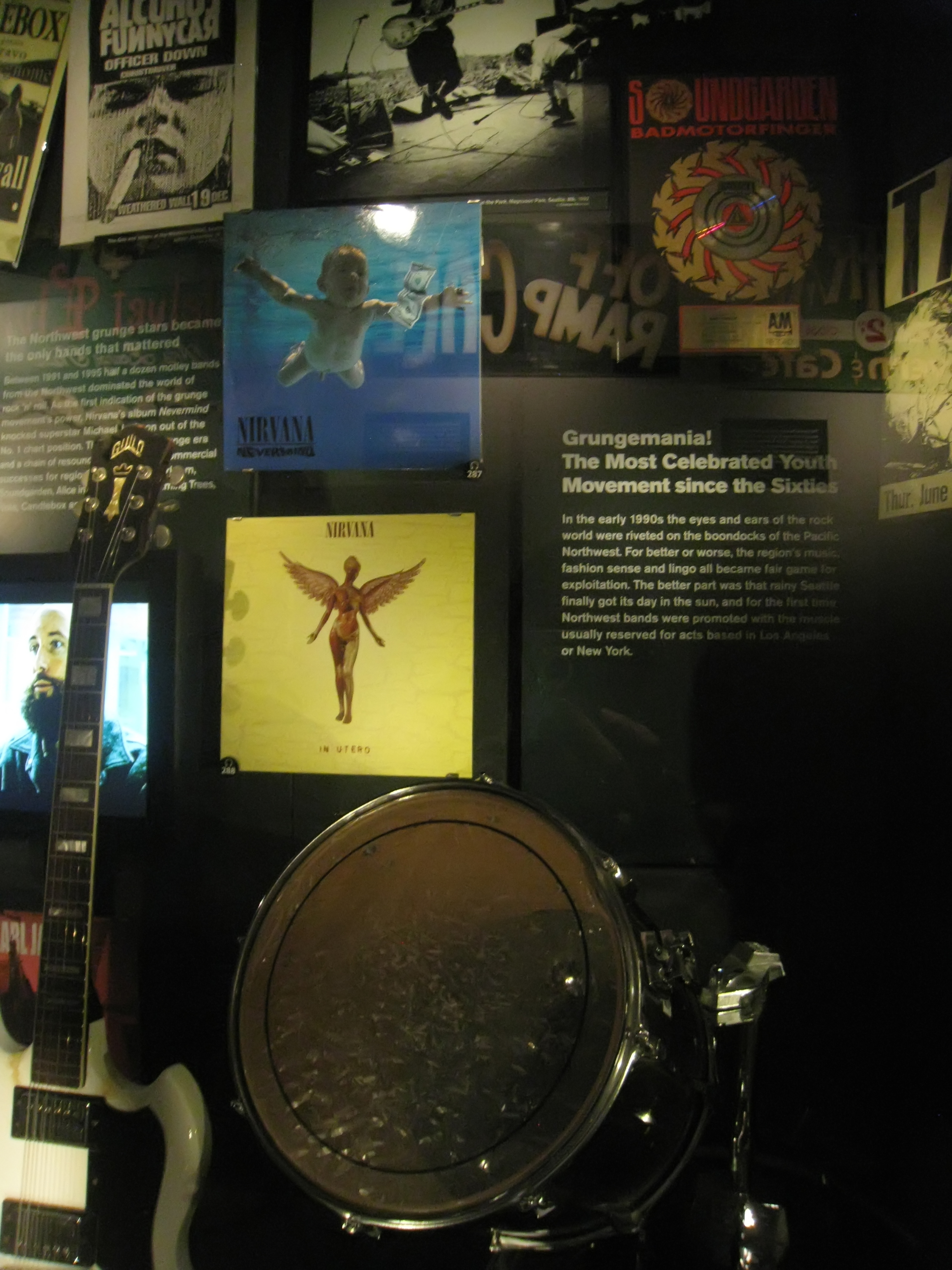
Экспозиция, посвящённая музыкальной сцене Сиэтла: на фото можно увидеть обложки двух альбомов Nirvana (Nevermind и In Utero), а также обложку альбома группы Soundgarden Badmotorfinger

Музыка гранжа имеет так называемую «уродливую» эстетику, что выражается в насыщенности мелодий дисторшном и мрачной тематике текстов. Этот принцип возник как противопоставление «лощёному» элегантному звучанию мейнстримового рока того времени, а также потому, что гранж-музыканты хотели отразить окружающее их «уродство» и отобразить «потаённые уголки и порочность» реального мира.
Сиэтлский музыкальный журналист Чарльз Р. Кросс описывал «гранж» как наполненную дисторшном, базирующуюся на низком строе и риффах рок-музыку, которая содержит громкий электрогитарный фидбэк и тяжёлые, «увесистые» басовые линии в качестве аккомпанемента песенных мелодий. В свою очередь, Роберт Лосс называл гранж комбинацией «насилия и скорости, брутальности и мелодичности», где есть место для любого музыканта, в том числе женщин. Между тем Эверетт Тру называл исходной точкой возникновения жанра альбом группы Melvins Gluey Porch Treatments, где она довела до предела формулу, начатую на диске My War хардкор-панков Black Flag — ещё более медленного «плотного, грязного грайнда» — чей звук, в свою очередь, был производным от «грубой прямоты» музыки Ramones, к которой были добавлены более разнообразные ритмические структуры и наложенные поверх этого резкие тексты. На звучание Melvins также сильно повлиял «дисгармоничный психоделичный» сингл «Love Canal/ Ha Ha Ha» группы Flipper, чей материал описывали как «более близкий к концептуальному искусству, нежели к рок-н-роллу», однако пионеры гранжа сделали «рубилово более медленным, а музыку ещё более странной».
Фуззовые элементы гранжа были заимствованы из музыки панк-рока (в частности, у американских исполнителей хардкора, таких как Black Flag) и хэви-метала (особенно у ранних метал-групп, таких как Black Sabbath), хотя творчество некоторых групп имело более выраженную склонность к одному из этих жанров. Редакция портала AllMusic называла гранж «гибридом», который сочетает в себе элементы хэви-метала и панк-рока. В свою очередь, Алекс Дибласи прибавлял к этим жанрам ещё один — инди-рок, который называл третьим ключевым элементом направления, и подчёркивал, что наиболее сильное влияние в этом плане оказала «произвольная форма» нойза инди-группы Sonic Youth. Помимо этого гранж позаимствовал из панка сырой, лоу-файный звук и схожую тематику текстов, а также перенял сумбурный и дилетантский подход к исполнению музыки и выступлениям на концертах. Тем не менее гранж звучал гораздо «глубже и мрачнее», нежели панк-рок, и был менее «адреналиновым» жанром, поскольку сбавлял ураганный темп панка до медленной, «тягучей» скорости, а также содержал более диссонирующие музыкальные гармонии.
Редактор телеканала VH1 Дэн Такер отмечал, что гранж-группы были подвержены влиянию самых разных жанров. По его словам, в то время как Nirvana привлекал панк, Pearl Jam находились под влиянием классического рока, а «медленные, мрачные, тяжёлые группы», такие как Soundgarden, Alice in Chains и TAD, имели зловещий, металический звук.
Некоторые ключевые фигуры в развитии гранж-звука, в том числе продюсер Джек Эндино (сотрудничавший с лейблом Sub Pop) и группа Melvins, объясняли наличие в жанре элементов музыки таких групп, как Kiss, «музыкальной провокацией». Гранж-исполнители считали эти группы «убогими», но тем не менее наслаждались ими; Базз Осборн из Melvins описал эту особенность как попытку проверить, насколько нелепые вещи могли сойти им с рук. В начале 1990-х характерная музыкальная концепция песен Nirvana — «неожиданные паузы», а также чередование динамики «тихо/громко» — стали своеобразным каноном жанра.

### Инструменты

#### Электрогитара

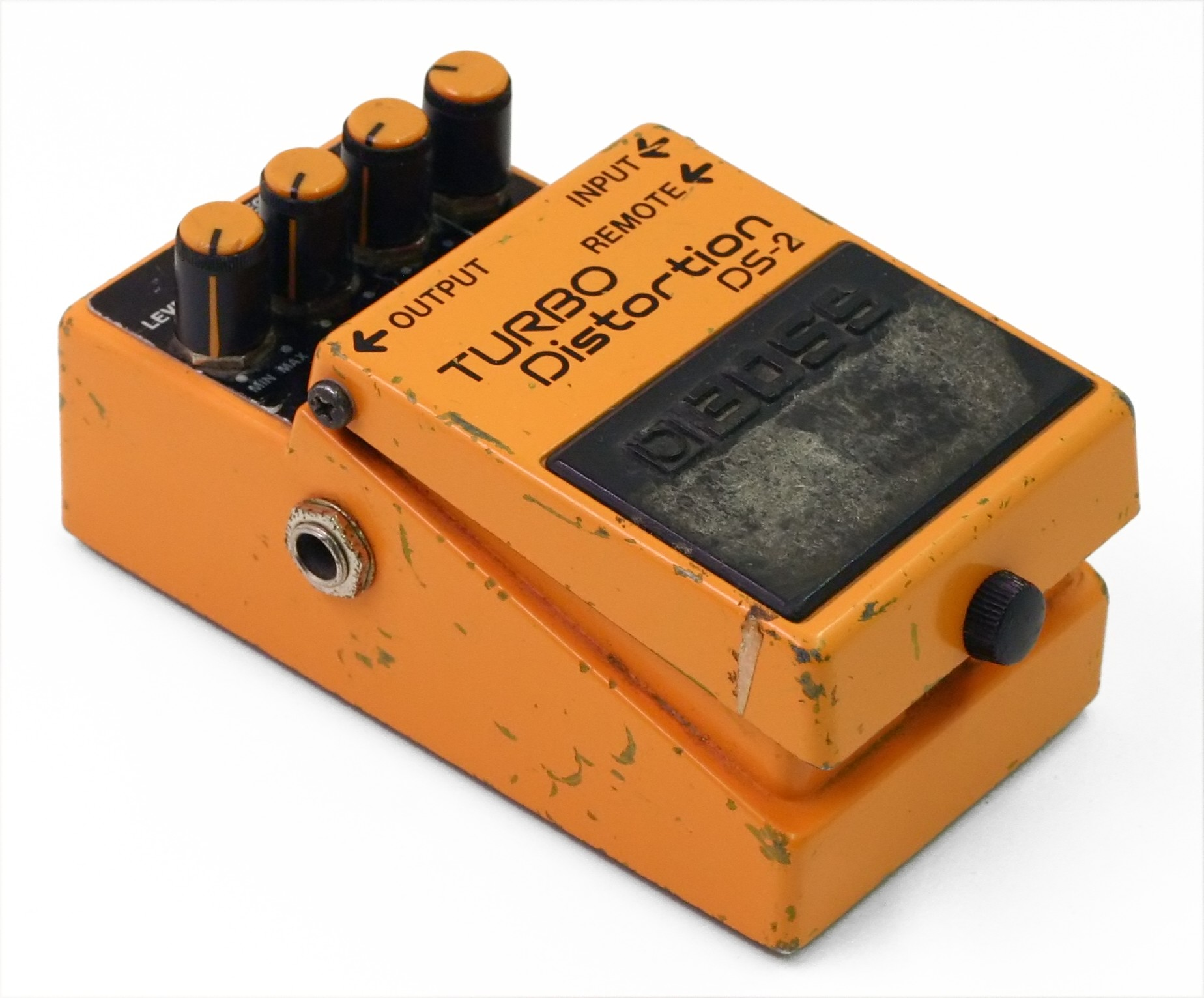
Недорогая и широко используемая в гранж-среде дисторшн-педаль BOSS DS-2. С помощью BOSS DS-2 и родственной ей DS-1 создавался один из ключевых гитарных эффектов, благодаря которому сформировался характерный рычащий, перегруженный гитарный звук музыки гранжа

Как правило, гранж характеризуется тягучим электрогитарным звуком с «плотным» средним звуковым регистром, убранными на задний план высокими частотами и высоким уровнем дисторшна и фузза, на фоне которых используются небольшие перкуссионные педали, стомпбоксы, в стиле 1970-х годов. Некоторые гитаристы объединяют несколько фуззовых педалей при помощи ламповых электроусилителей и акустических систем (т. н. спикер кабинетов). Среди гранж-музыкантов популярны мощные гитарные усилители фирмы Marshall, ряд исполнителей пользовались аппаратурой производства Mesa-Boogie, включая Курта Кобейна и Дэйва Грола (последний — в раннем творчестве группы Foo Fighters). Зачастую гранж называли рок-жанром с самым «громким звуком»; использование мощного дисторшна и громких усилителей сравнивалось с массированной «эскалацией звукового тумана», один из публицистов даже критиковал жанр за чрезмерный «шум». Как и в случае с металом и хардкором, ключевой частью музыки гранжа являются пауэр-аккорды, пропущенные через эффект дисторшна.
В то время как метал-гитаристы создавали перегруженный звук за счёт сочетания перегруженного усилителя и педали дисторшна, гранж-гитаристы добивались характерного «грязного» звучания при помощи педалей фузза и овердрайва, а усилитель применялся по своему прямому назначению — для увеличения громкости звука. Как правило, гранж-гитаристы использовали комбо-усилители Fender Twin Reverb и Fender Champion 100. Одной из причин популярности различных педалей-модуляторов в гранж-среде было стремление музыкантов отстраниться от дорогостоящих студийных эффектов, распространённых в других рок-жанрах. Любовь гранжеров к напольным педалям эффектов можно проследить в творчестве группы Mudhoney, которая соединила названия двух овердрайв-приборов — Univox Super-Fuzz и Big Muff — в названии своего дебютного мини-альбома Superfuzz Bigmuff. По словам музыкального обозревателя Би-би-си, в одной из композиций записи, «Mudride», гитара группы «грохочет» словно «колошматящий кроманьонец».

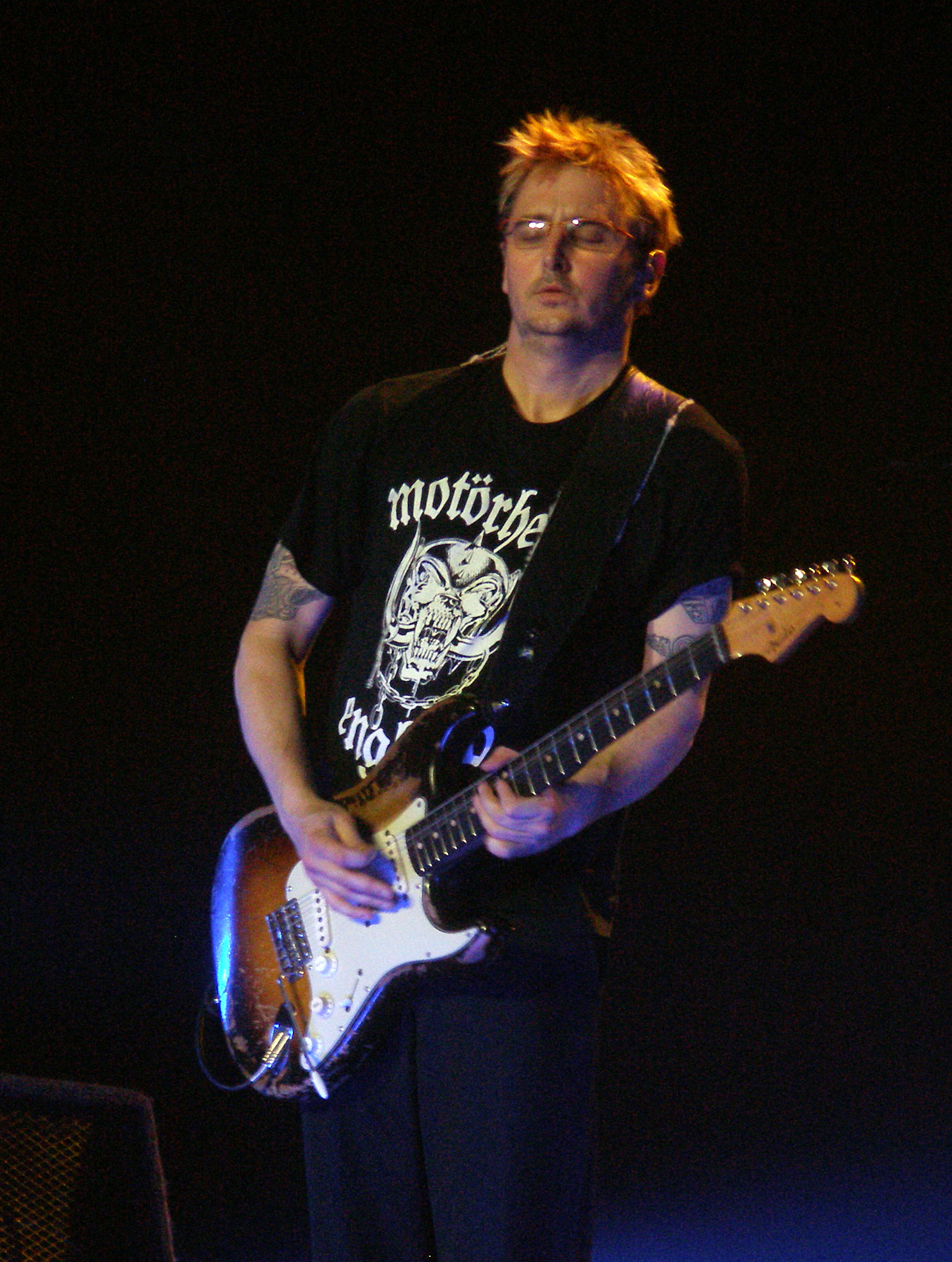
Гитарист группы Pearl Jam Майк Маккриди

Среди других ключевых педалей в музыке гранж-движения выделяют четыре дисторшн-модулятора: Big Muff, DOD, BOSS DS-1 и BOSS DS-2, а также педаль хорус-эффекта Small Clone, в частности, используемую Куртом Кобейном в песне «Come as You Are» и группой Screaming Trees в композиции «Nearly Lost You». В свою очередь, дисторшн-педаль под названием The RAT сыграла ключевую роль в переходе Кобейна к методике изменения динамики в песнях — «тихо/громко». Популярность среди гранж-гитаристов компактных напольных педалей возродила интерес, а также повысила спрос на подобные изделия — модифицированные вручную аналоговые модуляторы в стиле 1970-х годов — среди музыкантов смежных жанров. Ещё одним распространённым среди гранжеров гитарным эффектом являлась педаль wah-wah — один из немногих приборов, который, имея несложную конструкцию, не требовал внешнего источника питания и использовал простую схему модуляции. Одними из самых ярых приверженцев этого изделия были Ким Тайил и Джерри Кантрелл из группы Alice in Chains. Также педаль была популярна среди гитаристов таких групп, как The Screaming Trees, Pearl Jam, Soundgarden, Mudhoney и Dinosaur Jr..
На гранж-гитаристов оказало воздействие сырое, примитивное звучание панк-рока, и они отдавали предпочтение «энергии и отсутствию мастерства, а не техничности и виртуозности»; среди ключевых исполнителей, повлиявших на гитаристов этого жанра, выделяют Sex Pistols, The Dead Boys, Celtic Frost, Voivod, Нила Янга (вторая сторона альбома Rust Never Sleeps), The Replacements, Hüsker Dü, Black Flag и The Melvins. Среди гранжеров распространена громкая манера исполнения; так, в своём раннем творчестве Курт Кобейн пользовался системой звукоусилителей, объединяющей в себе четыре аппарата-громкоговорителя мощностью 800 Вт каждый. В свою очередь, Ким Тайил использовал вместо обычного гитарного усилителя басовый комбоусилитель, оснащённый 15-дюймовым динамиком, который создавал более глубокий звуковой тон, когда он играл низкие риффы. Зачастую гранж-гитаристы настраивали свои инструменты на один тон ниже, чтобы добиться более низкого звука. Эффекты фидбэка, когда подключённая к усилителю электрогитара подносится вплотную к динамику, использовались для создания высоких, сустейновых звуков, которых было невозможно добиться при обычной гитарной технике.

#### Гитарные соло
Гранж-гитаристы были «категорически против» виртуозных «шреддовых» гитарных соло — одного из центральных элементов жанра хэви-метал, вместо этого они предпочитали мелодичные соло, навеянные блюзом и фокусирующиеся на мелодии «песни, а не на самом соло». По мнению Джерри Кантрелла из Alice in Chains, соло должно быть продолжением музыкальной композиции, а не демонстрацией технического мастерства гитариста. В сравнении с пафосными виртуозами хэви-метала гранжеры выглядели «гитарными антигероями»: так, Кобейн проявлял мало интереса к тому, чтобы добиться мастерского владения инструментом.
В статье газеты The Guardian «Гранж совершил преступление против музыки — он убил соло» Уилл Байерс утверждал, что хотя гитарному соло удалось пережить эпоху панк-рока, в период гранжа оно «оказалось на грани вымирания». По словам журналиста, когда Курт Кобейн исполнял соло на гитаре, которое представляло собой повторение основного мотива мелодии песни, фанаты начинали думать, что им не нужно быть виртуозами уровня Джими Хендрикса, чтобы играть на инструменте. По мнению публициста, такой подход помог сделать музыку более доступной для поклонников жанра, впервые создав что-то аналогичное феномену фолка 1960-х. Отчасти это мнение подтверждал продюсер альбома Кобейна Nevermind Бутч Виг, который утверждал, что этот диск и Nirvana в целом «убили гитарное соло». В свою очередь, Ким Тайил сетовал, что чувствует частичную ответственность за «смерть гитарного соло»; по словам музыканта, его панк-рокерское мировоззрение стало причиной нежелания играть соло, поэтому в 1980-х вместо этого он предпочитал шуметь и экспериментировать с фидбэком. Впоследствии редакция портала Baeble Music называла гранжевые соло 1990-х годов «сырыми», «небрежными» и «незатейливыми».

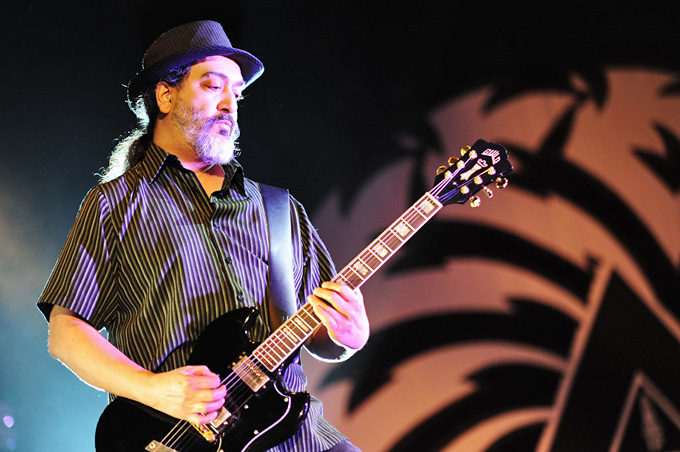
Панковское мировоззрение гитариста группы Soundgarden Кима Тайила подтолкнуло его приуменьшить роль гитарного соло в своём творчестве в 1980-х годах, однако музыкант вновь вернулся к его исполнению после того, как ведущие гранж-группы, такие как Nirvana, начали игнорировать гитарные соло в своей музыке

Тем не менее, не все музыкальные эксперты разделяли мнение, что «гранж убил гитарное соло». Так, по мнению публициста Шона Гонсалеса, творчество Pearl Jam содержит множество примеров гитарных соло. В свою очередь, писатель Майкл Азеррад высоко оценивал гитарные навыки Стива Тёрнера из Mudhoney, называя его «Эриком Клэптоном от гранжа»: аллюзия на британского блюз-музыканта, который был назван журналом Time одним из лучших гитаристов всех времён, фигурируя на 5-м месте соответствующего списка. Гитарист Pearl Jam Майк Маккриди также высоко оценивался музыкальными экспертами за его быстрые блюзовые фразы. В свою очередь, гитариста The Smashing Pumpkins Билли Коргана называли «гением арена-рока 1990-х», отмечая его новаторский стиль игры и творческий менталитет: с помощью своего мастерства он доказывал, что гранж-гитаристы не обязательно должны играть слабо, чтобы выразить свой протест против мейнстримовой музыки. В свою очередь, Ким Тайил заявлял, что в то время как другие известные гранж-группы, такие как Nirvana, минимизировали свои гитарные соло, Soundgarden, напротив, вернули его обратно.

#### Бас-гитара
Музыкальный обозреватель портала About.com Мелисса Боббит отмечала техническое мастерство Д’арси Рецки, бас-гитаристки The Smashing Pumpkins. По мнению публицистки, её «воинственная басовая линия» и «изящное звукоизвлечение» в песне «I Am One» «являлись элементами, которые связывали [композицию] воедино». Также Боббит хвалила басиста группы Alice in Chains Майка Старра, особо отмечая проделанную им работу в песне «Would?»: «…басовая линия звучит как извивающееся кольцо драконов, как героин, унёсший жизнь Эндрю Вуда…». В свою очередь, рецензент журнала NME Эмили Бэркер утверждала, что именно «грязные, скользящие басовые линии» Криста Новоселича из Nirvana «скрепляли гранжевый хаос [звучащий] вокруг», намекая на динамичную манеру исполнения Кобейна и Дэйва Грола. Ей вторил басист группы TAD Курт Дэниелсон, по словам которого, у него «совершенно снесло крышу от игры Новоселича». Одни из пионеров гранж-движения — Джек Эндино и Дэниел Хаус — использовали бас с эффектом фузза во время записи дебютного альбома своей группы Skin Yard, в период формирования этого жанра (1987 год). Некоторые гранж-басисты, такие как Бен Шеферд из Soundgarden, экспериментировали с многослойными, искажёнными пауэр-аккордами, настраивая инструмент по схеме C-G-C-G (через октаву).
Как и гитаристы, гранж-басисты предпочитали мощные звукоусилители. Так, второй бас-гитарист группы Alice in Chains Майк Айнез (сменивший Старра в 1993 году) использовал четыре ламповых Ampeg SVT-2, два из которых были подключены к четырём сабвуферам размером 1×18" (для низкого регистра), а два других — к динамикам 8×10". Также похожие ламповые усилители (Ampeg SVT) применяли Крист Новоселич и Джефф Амент, последний выводил звук на четыре колонки размером 6×10". В свою очередь, Бен Шеферд использовал 300-ваттный ламповый Ampeg SVT-VR и 600-ваттный Mesa/Boogie Carbine M6.

#### Ударные

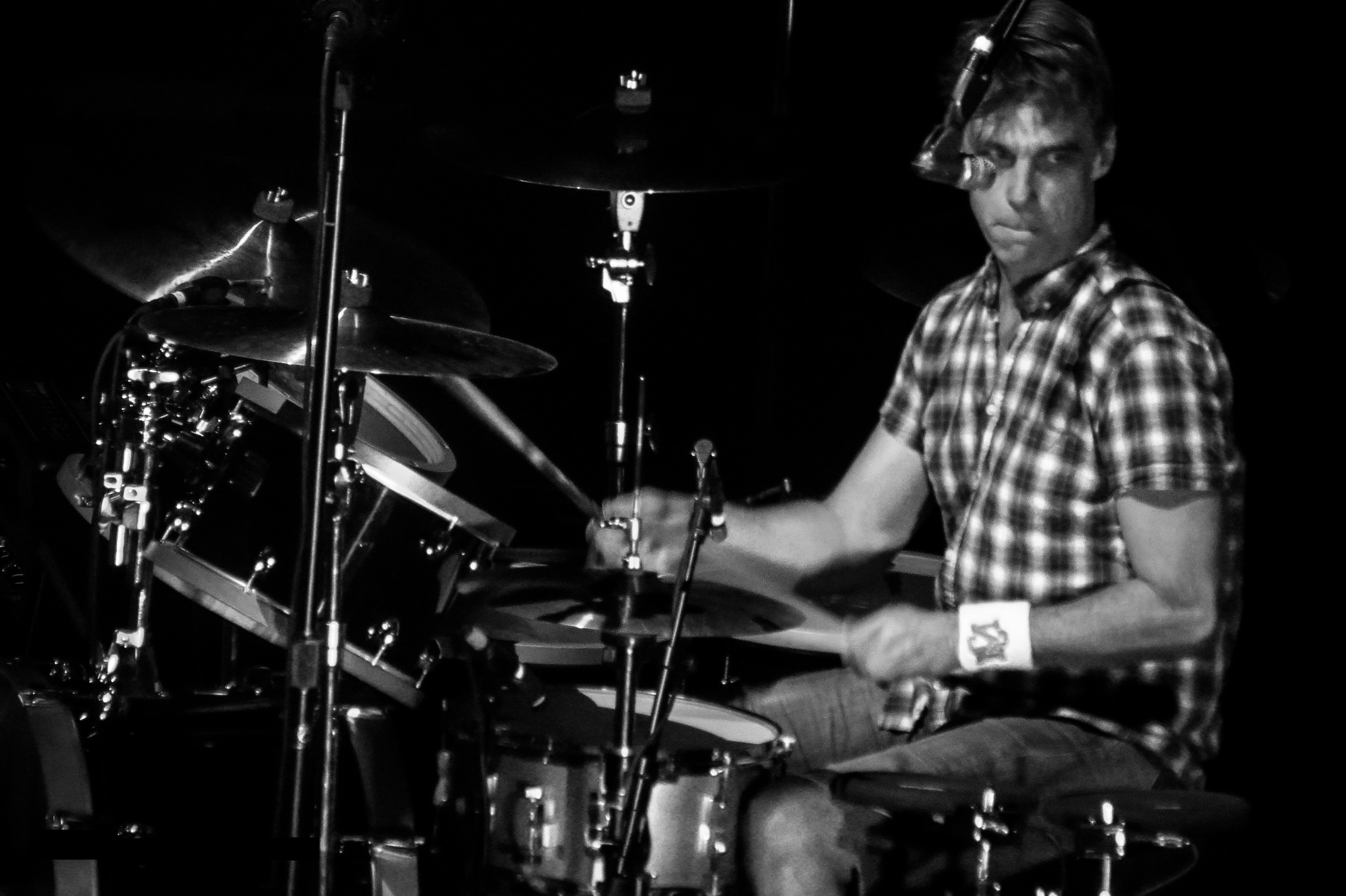
Один из самых известных барабанщиков гранж-сцены Мэтт Кэмерон играл в таких коллективах как Pearl Jam, Soundgarden, а также Temple of the Dog

По мнению редакции журнала Modern Drummer Magazine, одними из самых прогрессивных гранж-барабанщиков, сформировавших своей игрой «абразивный панко-металический саунд Сиэтла», были «крайне влиятельные» Дейл Кровер из Melvins и Алекс Винсент из Green River. В свою очередь, составляя список из «10 лучших барабанщиков альтернативного рока 1990-х», Мелисса Боббит включила в него 5 музыкантов гранж-движения: Дэйва Грола (Nirvana), Джимми Чемберлина (The Smashing Pumpkins), Пэтти Шемел (Hole), Мэтта Кэмерона (Pearl Jam и Soundgarden), а также Лори Барберо (Babes in Toyland). Так, Боббит характеризовала Дэйва Грола как одарённого барабанщика, который просто «уничтожал свою ударную установку на концертах». Другие музыкальные публицисты также высоко оценивали мастерство Грола, выделяя его «точную и мощную» манеру исполнения, а также называя музыканта «самым экспрессивным и техничным ударником» в истории рок-музыки. По мнению Боббит, Джимми Чемберлин обладал «джазовым фоном», который дополнял гранжевое звучание его группы «лёгкостью и многогранностью» джазового свинга в стиле Бадди Ричи. Боббит утверждала, что хотя Шемел боролась с наркотиками и алкоголем во время пребывания в группе Кортни Лав, впоследствии она реабилитировалась и получила признание за «её умение [буквально] разорвать перкуссию»; рецензентка отмечает, что Шемел попала в Hole благодаря рекомендации Кобейна, который был впечатлён её навыками. Описывая Мэтта Кэмерона, Боббит отмечала, что он играл по-разному в двух ключевых гранжевых группах — Pearl Jam и Soundgarden. Публицистка описывала ударника как «гранжевого [барабанного] гуру» и хвалила его «мощную» игру и «гигантскую» динамику звука. Она отмечала, что Крисс Корнелл называл Кэмерона важным элементом, который заряжал их уверенностью на концертах. Также Боббит высоко оценивала Лори Барберо — барабанщицу-самоучку с «неподражаемой» ударной техникой, которая обладала «пламенным» звукоизвлечением и была способна «пробудить адское пламя» мощью своей перкуссии.
В отличие от «массивных барабанных установок», распространённых среди глэм-металистов 1980-х, аппаратура гранж-ударников представляла собой относительно небольшие наборы инструментов. Так, Мэтт Кэмерон использовал установку из шести элементов (не учитывая тарелок): подвесные томы размерами 12х8 и 13x9-дюймов, напольные томы 16х14 и 18x16 дюймов, 24x14-дюймовую бас-бочку и малый барабан, а также тарелки фирмы Zildjian, в том числе 14-дюймовый хай-хэт, крэши размеров — 17, 18, 19, 20 дюймов и 22-дюймовый райд. В свою очередь, будучи в Nirvana, Дэйв Грол пользовался конфигурацией аппаратуры, состоящей всего из четырёх компонентов фирмы Tama: малого барабана (8×14 дюймов), подвесного том-тома (14×15 дюймов), напольного том-тома (16×18 дюймов) и бас-барабана (16×24). Как и Кэмерон, Грол использовал тарелки фирмы Zildjian, среди которых были крэши размером 18 и 20 дюймов, 22-дюймовый райд и пара 15-дюймовых хай-хэтов.

#### Другие инструменты
Хотя клавишные инструменты редко используются гранж-группами, сиэтлский коллектив Gorilla создал прецедент, нарушив негласную концепцию «только гитары» добавлением к своей музыке орга́на фирмы Vox с винтажным звучанием в стиле 1960-х. Также в 2002 году одним из музыкантов группы Pearl Jam стал клавишник по имени Кеннет Гаспар, который играл на фортепиано, орга́не Хаммонда, а также других клавишных инструментах. Приглашение клавишника в Pearl Jam считалось «немыслимым» в ранние, «гранжевые» годы коллектива, но оно демонстрирует, как звучание группы могло меняться с течением времени.

25 октября 1993 года журнал Time разместил на своей обложке фотографию Эдди Веддера в рамках статьи, посвящённой растущей популярности гранж-движения. Однако вокалист отказался давать журналу интервью и выражал недовольство по поводу своего появления на его обложке, тем самым выразив антимедийную позицию, популярную в гранже

### Вокал
Стиль гранж-вокалистов сравнивали с громким «импульсом», подобным сильно искажённой электрогитаре в своих звучании и подаче. Курт Кобейн использовал «грубую, невнятную артикуляцию и шероховатый тембр», тогда как Эдди Веддер предпочитал «широкое, мощное вибрато», чтобы продемонстрировать «глубину выразительности [своего голоса]». В целом гранж-вокалисты использовали «более глубокий вокальный стиль», который соответствовал низкому саунду, приглушённым гитарам и мрачным лирическим темам, характерным для этого жанра. Вокал гранж-певцов варьируется от «хриплых, резких» голосов до «рычащих, хнычущих, кричащих и бормочущих», а также «жалобно стонущих»; столь широкий диапазон стилей использовался для передачи «разнообразных эмоций» текстов песен. Так, реакцией Кобейна на «плохие времена» и недовольство эпохой было то, что он исполнял свой материал, используя крик. По мнению журналистки Тары Тэлли, в целом бывает непросто разобрать, что поёт тот или иной гранж-вокалист; также она отмечала, что в этом жанре «избегают опереточности хэйр-метала». В свою очередь, музыкальный критик Билл Кларк описывал гранжевое пение как «находящееся на грани фальшивого вокала».
По мнению журнала The Atlantic, четвёрка самых влиятельных гранж-певцов включает: Лейна Стэйли из Alice in Chains, которого называли «самым запоминающимся голосом» жанра за его умение донести «силу и ранимость»; Курта Кобейна, способного кричать и петь мелодично в одной и той же песне, как Джон Леннон; Криса Корнелла из Soundgarden, который мог вопить и петь высокие ноты, словно Роберт Плант, а также Эдди Веддера, чей голос сочетал в себе баритон в духе Джима Моррисона со смесью панк- и рок-стилей. Публицист Джефф Стетсон хвалил вокал Кобейна и Марка Ланегана за их самобытность и называл Корнелла, Стейли и Кэрри Акре «одними из величайших голосов… которые можно услышать в современном роке»; также он утверждал, что эти певцы достигли своего вокального уровня без стандартной, в музыкальной индустрии 2010-х, «обработки музыкальных записей» с помощью софта Auto-Tune, корректирующей высоту звука.

### Тематика текстов
Тексты гранж-музыкантов, как правило, представляют собой мрачный, нигилистический материал, базирующийся на чувствах страха и страдания. Содержание песен затрагивает такие темы, как социальное отчуждение, апатия, пренебрежение, злоупотребление, халатность, предательство, одиночество, эмоциональная изоляция, психологическая травма, ущемление прав и стремление к свободе. Джеффри Пирлин из Массачусетского технологического института подчёркивал, что тексты этого жанра «были одержимы бесправием», описывая их атмосферу, как «безысходное отчаяние». В свою очередь, журналистка Кэтрин Стронг утверждала, что гранж-песни, как правило, были посвящены «негативным переживаниям или чувствам», причём основными темами были отчуждение и депрессия, но с «иронической насмешкой». По мнению Тары Тэлли, гранж-музыканты выражали «сильные чувства» в своих текстах о «социальных проблемах», включая «желание „распять неискренних“»: подход, который фанаты жанра ценили за его аутентичность. Тем не менее тексты гранж-исполнителей нередко критиковались за их «грубость и часто встречающуюся похабность». В 1996 году консервативный колумнист Рич Лоури написал эссе, критикующее гранж-субкультуру, — «Героин, наш герой», где назвал гранж музыкой, которая по большей части «лишена идеалов и импульсов для политических действий».
Мрачной и депрессивной тематике текстов способствовал ряд факторов. Многие гранж-музыканты демонстрировали общее разочарование состоянием общества, а также дискомфорт в отношении социальных предрассудков. Лирика этого направления содержала «явные политические послания и… задавалась вопросами по поводу… общества и его [возможных] перемен». Несмотря на то, что гранжевые песни были менее политизированы, чем материал жанра панк, гранж-музыканты уделяли немало внимания социальным проблемам, особенно затрагивающим молодёжь. Основными темами их текстов были «терпимость к различиям», «поддержка женщин», «недоверие к власти» и «цинизм по отношению к крупным корпорациям». Темы гранж-песен схожи с темами, которые затрагивали панк-музыканты. В 1992 году публицист Саймон Рейнольдс отметил, что «в целом, в [этой] культуре присутствует чувство выгорания. Молодёжь впадает в депрессию по поводу будущего». Темы гранж-песен — бездомность, самоубийство, изнасилование, паранойя, «распавшиеся семьи, наркомания и ненависть к себе» — резко контрастировали с текстами большинства глэм-металических групп, посвящёнными «жизни на полную катушку», вечеринкам и гедонизму.
В формировании тематики гранж-текстов прослеживаются общие «тревоги поколения X», отражающие демографическую атмосферу «разочарования и бесполезности». Гранж-песни о любви, как правило, были посвящены «неудачным, скучным, обречённым или деструктивным отношениям» (например, «Black» Pearl Jam). Многие композиции этого направления содержали также отсылки к наркомании, что особенно характерно для творчества группы Alice in Chains — песни «Junkhead», «Godsmack» и «Angry Chair» выражают «героиновую философию страданий и безнадёжности». Кроме того, упоминания о героине есть в таких композициях этого коллектива, как «Dirt» и «Hate to Feel». Как правило, гранж-тексты имели рефлексивную основу и были направлены на то, чтобы дать слушателю возможность проникнуть в скрытые личные проблемы и осознать «порочность» окружающего мира. Этот подход наглядно демонстрировала песня группы Mudhoney «Touch Me I’m Sick», которая включает в себя текст с «сумасшедшими образами», отражающими «разрушенный мир и расколотое „я“» лирического героя; песня содержит строчки «Я чувствую себя плохо, и мне стало хуже», и «Я не буду жить долго, и я полон гнили». В свою очередь, композиция «Lithium» Курта Кобейна посвящена «человеку, который находит в себе веру после самоубийства его девушки»; она описывает «иронию и уродство» как способ борьбы с этими «мрачными проблемами».

### Продюсирование

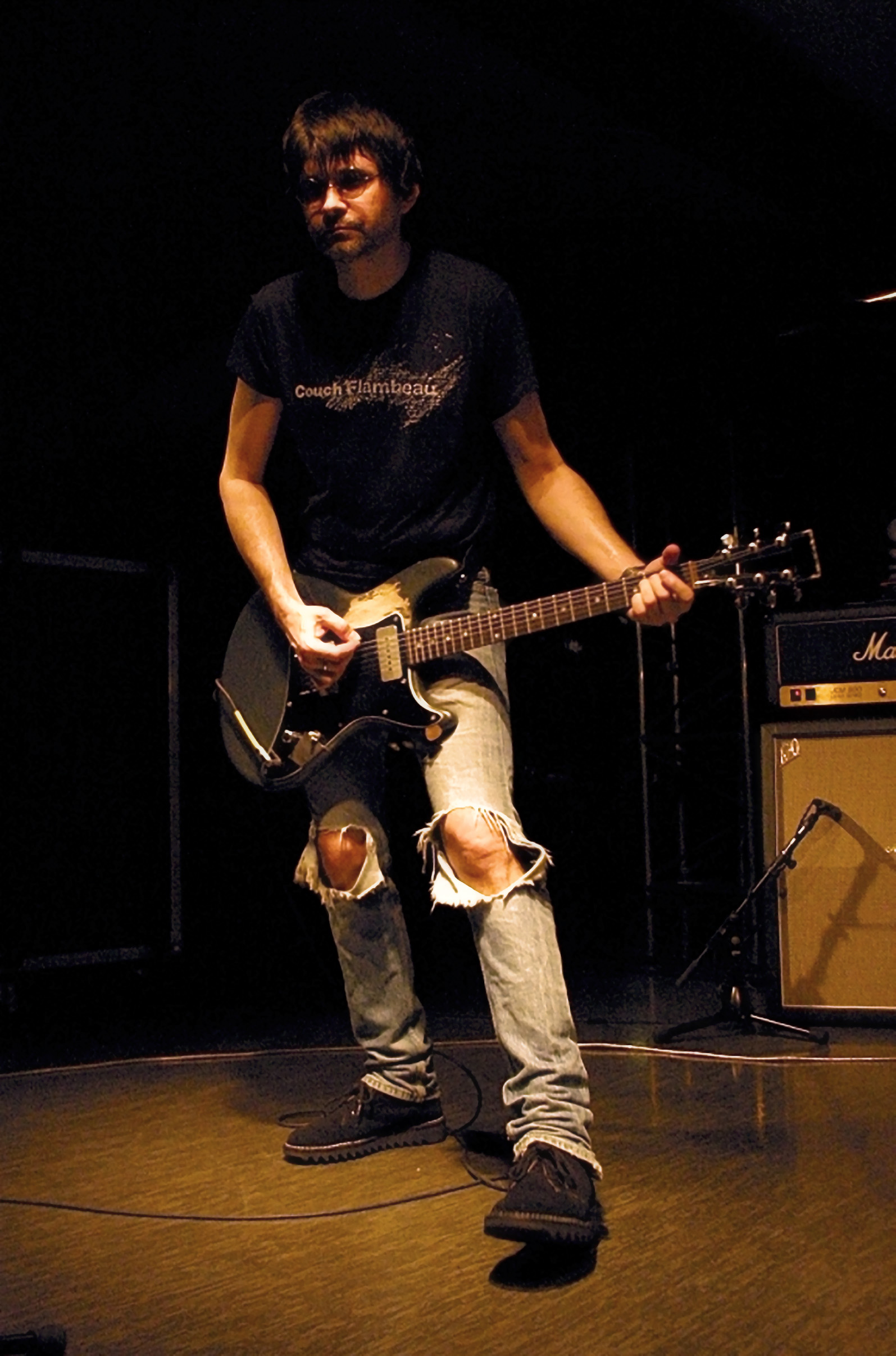
Продюсер Стив Альбини, прозванный журналистами «крёстным отцом гранжа»

Как и в случае с панком, звучание гранжа было основано на лоу-фай-эстетике по отношению к записи и продюсированию материала. До попадания в сферу интересов мейджор-лейблов музыканты записывали ранние альбомы в низкобюджетных студиях: так, «дебютный диск группы Nirvana, Bleach, был записан за $606.17». Один из ведущих гранж-лейблов, Sub Pop, произвёл большую часть своего материала в стенах «дешёвой студии под названием „Reciprocal“», где продюсер Джек Эндино создал эстетику направления — «сырой и неотшлифованный искажённый звук, как правило без каких-либо дополнительных студийных эффектов». Эндино прославился бесхитростным подходом к звукозаписывающему процессу и неприязнью к «слишком продюсированной» музыке с эффектами и ремастерингом. Его работа над альбомами Screaming Life Soundgarden и Bleach Nirvana, а также пластинками таких исполнителей, как Green River, Screaming Trees, L7, The Gits, Hole, 7 Year Bitch и TAD, определила звучание гранжа. Примером дешёвого подхода к продюсированию является также группа Mudhoney; даже после того, как коллектив подписал контракт с мейджор-лейблом Warner Music, «группа [осталась] верна своим инди-корням… вероятно, это одна из немногих [альтернативных] команд, которая боролась за более низкий бюджет вместо более высокого».
Ещё одной важной фигурой, повлиявшей на звучание жанра, был Стив Альбини, прозванный «крёстным отцом гранжа». Альбини предпочитал эпитет «звукорежиссёр», так как считал, что назначение музыкального продюсера, отвечающего за студийные сессии, как правило, разрушало настоящий звук группы, в то время как роль звукоинженера заключалась в том, чтобы передать истинный звук музыкантов, а не ставить под угрозу контроль исполнителя над своим творческим продуктом. Работа Альбини были проанализирована такими писателями, как Майкл Азеррад, который отмечал, что «записи Альбини были очень простыми и очень требовательными: как и Эндино, Альбини использовал несколько специальных эффектов, получая на выходе агрессивный, зачастую грубый гитарный саунд, и следил, чтобы ритм-секция колошматила как единое целое».
Альбом группы Nirvana In Utero демонстрирует типичный продюсерский подход Альбини. Он предпочитал, чтобы музыканты играли в студии совместно, вместо того, чтобы записывать каждого из них по отдельности, а затем микшировать результат с использованием многодорожечной записи, что более распространено в рок-музыке. Хотя при помощи многодорожечной записи получается более коммерчески доступный продукт, он не отражает «живой» звук группы, играющей вместе. Кроме того, Альбини использовал несколько отдельных микрофонов для вокала и инструментов. Как и большинство звукоинженеров метал- и панк-жанров, Альбини выставлял отдельные микрофоны к гитарным и бас-усилителям, чтобы фиксировать уникальное звучание каждого музыканта. Так, он окружал ударную установку барабанщика Дэйва Грола 30 микрофонами.

### Концерты

Один из фанатов прыгает в толпу со сцены во время концерта группы Nirvana (проходил в бальном зале Вашингтонского университета, 6 января 1990 года), снимок был сделан фотографом Чарльзом Питерсоном, который проживал в Сиэтле и был свидетелем расцвета гранж-сцены

Концерты гранж-музыкантов, как правило, представляли собой незамысловатые, но крайне энергичные выступления. По мнению журналиста Джастина Хендерсона, эти шоу были «торжествами, праздниками [и] карнавалами», где зрители выплёскивали адреналин при помощи стэйдж-дайвинга, слэминга и трэшинга. В свою очередь, публицист Саймон Рейнольдс утверждал, что «некоторые из самых брутальных форм рока — трэш-метал, гранж, мошинг превращались в форму суррогатной битвы», в которой «мужские тела» контактировали в «потной и кровавой бане» мошпита. Как и в случае с панк-концертами, грандиозные «[гранж-]выступления [фокусировались вокруг] фронтменов, которые кричали и прыгали по сцене, и музыкантов, которые колошматили по своим инструментам». Хотя тематика гранжевых текстов была сосредоточена на «тоске и ярости», концертная аудитория, как правило, проявляла позитивные эмоции и создавала «жизнеутверждающую» атмосферу. Гранж-исполнители отвергали театральность и высокобюджетность концертных постановок многих мейнстримовых музыкальных жанров, в том числе использование сложных световых и визуальных эффектов, а также пиротехники, которые были очень популярны среди глэм-металлических-команд. Гранжевые группы расценивали эти элементы как не связанные с музыкальным процессом. Также гранж-сообщество, как правило, избегало проявления артистизма и «театральности на сцене».
Вместо этого гранж-группы преподносили себя как идентичные среднестатистическим местным коллективам. По словам Джека Эндино, в плане отношения к шоу группы из Сиэтла были антитезой рядовым концертным исполнителям, поскольку основная их цель заключалась не в том, чтобы быть эстрадными артистами в классическом понимании, а в том, чтобы просто «отрываться». Как и металлисты, многие гранж-музыканты занимались хедбэнгингом во время выступлений, демонстрируя это как «символическое оружие» для выпуска «сдерживаемой агрессии» (особенно отмечалось фирменное движение Дэйва Грола из группы Nirvana — кувырок через голову). Одним из аспектов философии гранж-сцены была аутентичность. По мнению публициста Дэйва Риммера, альтернативная музыка начала 1990-х способствовала возрождению панк-идеалов такими гранж-музыкантами, как «[Курт] Кобейн и множество подобных ему парней, для которых рок-н-ролл … был вызовом: можете ли вы оставаться незапятнанными, изо дня в день, год за годом доказывать свою аутентичность, соответствовать музыке? А если не можете, готовы ли вы жить с собственными позёрством, фальшью, продажностью?».

## Мода и стиль

### 1980—1990-е

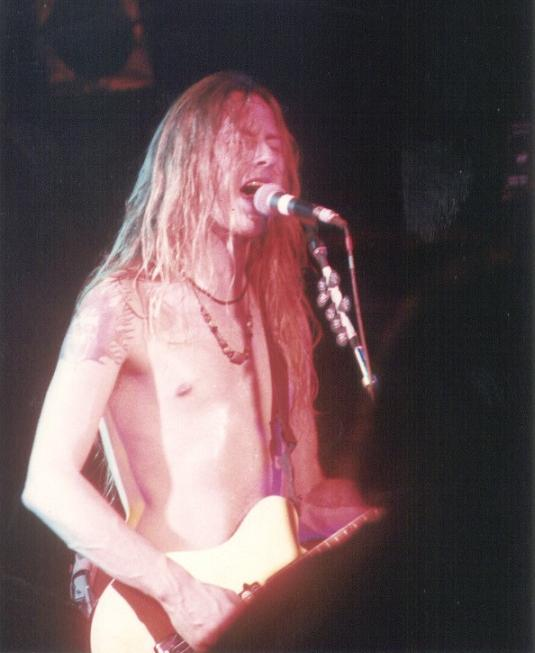
Гитарист группы Alice in Chains Джерри Кантрелл выступает во время концерта

Одежда, которую носили гранж-музыканты, как правило, представляла собой «обыденные повседневные» вещи, которые они надевали как на сцене, так и дома. Этот вашингтонский северо-западный стиль, прозванный «имиджем бездельника» или «[вечно] сутулящимся», резко контрастировал с «дикими» ирокезами, кожаными куртками и цепями, которые носили панки. Этот повседневный подход к одежде был популярен среди представителей гранж-движения из-за важности принципа аутентичности, одного из ключевых тезисов музыкальной сцены Сиэтла. Как правило, внешний вид гранжера состоял из аксессуаров, купленных в секонд-хенде, и заурядной верхней одежды (в первую очередь фланелевых рубашек), распространённой в этом штате; зачастую имидж дополняли неопрятный внешний вид и длинные волосы. Гранж-вокалисты использовали длинные волосы «как маску, с целью скрыть лицо»: это делалось для самораскрепощения, чтобы «выражать свои самые сокровенные мысли»; одним из самых ярких примеров этого тезиса был Курт Кобейн. Согласно описаниям СМИ, гранж-музыканты мужчины выглядели неопрятно и небрито, с «взъерошенными волосами», которые зачастую были немытыми, сальными и «спутанными, словно швабра или шерсть бобтейла».
Сиэтл и Абердин являются городами с мощной лесозаготовительной промышленностью, в связи с чем рабочая одежда лесорубов была одним из самых распространённых видов ассортимента местных комиссионных магазинов, который могли себе позволить местные музыканты. Классический образ гранжера включал в себя рваные джинсы поверх кальсон, либо так называемые «мамины джинсы», сапоги фирмы «Dr. Martens» или военные ботинки (чаще расшнурованные), футболку с логотипом группы, мешковатый вязаный свитер, длинные и обвислые юбки, рваные колготки, сандалии, туристическую обувь и экологически чистую одежду, изготовленную из переработанного текстиля или органического хлопка по стандарту «справедливой торговли». Поскольку представительницы гранж-сцены носили «те же фланелевые [рубашки], ботинки, и [предпочитали] короткие стрижки, не сильно отличаясь по стилю от коллег-мужчин», женщины демонстрировали, что они «не расцениваются с позиции их сексуальной привлекательности».
Журналистка Кэтрин Стронг отмечала, что «гранж … стал антипотребительским движением, где считалось — чем меньше ты тратишь на одежду, тем больше у тебя „крутости“». Стиль не эволюционировал из сознательной попытки создать привлекательный модный тренд: по словам музыкального журналиста Чарльза Р. Кросса, «[фронтмен Nirvana] Курт Кобейн был слишком ленив, чтобы пользоваться шампунем»; в свою очередь, сооснователь Sub Pop Джонатан Поунмэн отмечал, что «эта [одежда] была дешёвой, прочной, и выглядела неустаревающе. Также она шла вразрез с кричащей эстетикой, которая существовала в 1980-х». В рамках гранж-сцены фланель и «потрескавшиеся пальто из кожзаменителя» были частью «эстетики северо-западных комиссионных магазинов». Гранж-мода в значительной степени являлась антимодным явлением и представляла собой нонконформистское движение против «конвейерного внешнего вида», подталкивая музыкантов одеваться аутентичным, антигламурным способом. В то же время руководство лейбла Sub Pop активно использовало устоявшийся «гранжевый имидж» во время маркетинга своих групп. В интервью телеканалу VH1 фотограф Чарльз Питерсон отметил, что участники гранж-группы TAD «[во время фотосессии] использовали атрибуты синих воротничков, которые не совсем соответствовали их реальному [социальному статусу]. Брюс Пэвитт действительно заставил их одеться во фланель и взять в руки бензопилы, чтобы изобразить лесорубов, и это сработало».

Промофотография группы TAD в амплуа лесорубов. Концепция была придумана руководством лейбла Sub Pop для продвижения своих коллективов при помощи типичных атрибутов рабочего класса (фотограф Чарльз Питерсон)

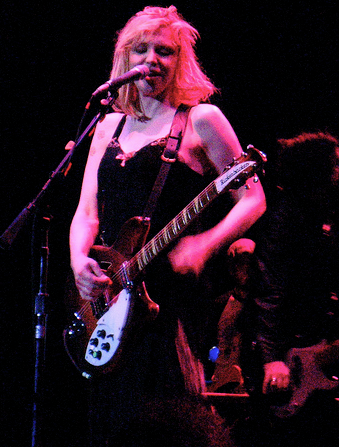
Кортни Лав называли одной из десяти женщин, которые определили моду 1990-х годов, она активно популяризировала стиль «киндерхор» во время выступления на концертах

Журнал Dazed назвал Кортни Лав из группы Hole одной из «десяти женщин, которые определили 1990-е» с точки зрения стиля: «образ Кортни Лав — короткий бэби-долл, рваная шуба и космы платиновых волос» — стал имиджем, получившим название «киндерхор» (англ. kinderwhore): «увенчанный тиарой, он отпечатался в памяти каждого, кто прожил это десятилетие». Образ «киндерхор» состоял из порванного, растрёпанного или коротко обрезанного бэби-долла с закруглённым воротником, слип-юбок, яркого макияжа с тёмной подводкой вокруг глаз, заколок и кожаных сапог или так называемых кукольных башмачков. Родоначальницей стиля считается Кэт Бьелланд из группы Babes in Toyland; в свою очередь, Кортни Лав популяризировала этот образ среди мейнстримовой публики, сделав его крайне популярным к 1994 году. По словам Лав, она заимствовала его у вокалистки группы Divinyls Кристины Ампфлетт. В середине 1990-х рост популярности «героинового шика», модной тенденции, которую писатель Максим Фурек связывал с ролью, которую наркотики играли в гранж-сцене, привёл к широкой общественной полемике. Модели, которых причисляли к этому фэшн-направлению, имели бледную кожу, тёмные круги под глазами, признаки анорексии и «нигилистическое видение красоты», отражавшее привязанность к наркотикам; впоследствии американский новостной журнал U.S. News & World Report назвал это модное направление «циничным трендом».
По мнению редакции Vogue, «Кобейн свободно выбирал одежду как из женского, так и из мужского гардеробов, а его внешний вид, ассоциирующийся с комиссионными магазинами Сиэтла, породил [моду на] целый пласт мужской рабочей одежды в стиле лесорубов и женских платьев периода 1940-х — 1970-х годов. Это полностью противоречило вызывающей, вычурной эстетике 1980-х. В растрёпанных джинсах и платьях в цветочек он смягчил брутальный имидж архетипного бунтаря изнутри и дал старт радикальной тысячелетней идее андрогинии». Его предпочтения в одежде «являлись антитезой образа мачо», музыкант изменил восприятие публики, «сделав крутыми сутулость и раскрепощённость, независимо от того, был ли ты парнем или девушкой». Культуролог Джулианна Эскобедо Шеперд отмечала, что эксперименты Кобейна с платьями «не только сделали образ фрика нормальным [в обывательском понимании], они сделали его желанным».

### Популярность в мейнстриме
По мере роста популярности гранжа и его адаптации в мейнстриме, схожий процесс произошёл с визуальной частью жанра. Многие модные дома стали обращать внимание на одежду этого стиля и продвигать схожие тренды в своих коллекциях. С середины 1992 года начался стремительный рост интереса к гранжевой продукции прет-а-порте (в равной степени пользовавшейся успехом у обоих полов), который достиг пика в конце 1993 — начале 1994 годов. По мере того как модный тренд набирал популярность, бутики активно использовали термин «гранж» для продвижения брендовых фланелевых рубашек, стремясь заработать на общественном ажиотаже. По иронии судьбы, нонконформистский стиль одежды внезапно превратился в мейнстримовую тенденцию. В 1992 году дизайнер Марк Джейкобс представил коллекцию модной одежды под брендом «Perry Ellis», представляющую собой продукцию от кутюр в стиле гранж. По словам Джейкобса, он черпал вдохновение в «реализме» уличной одежды, смешивая её с высокой модой; его модели выходили на подиум в вязаных шапках, платьях с цветочными расцветками и шёлковых фланелевых рубашках. Несмотря на тёплый приём коллекции в модных кругах, руководство бренда отнеслось скептически к идеям модельера, что привело к его увольнению. Среди других дизайнеров, чья одежда была навеяна гранж-модой, была Анна Суи, представившая в 1993 году коллекцию сезона «весна/лето».
В том же году журнал Vogue напечатал разворот под названием «Grunge & Glory», снятый фотографом Стивеном Мизелем, на котором были изображены супермодели Наоми Кэмпбелл и Кристен Макменами в «гранжевой» одежде на фоне саванны. После этой фотосессии Макменами стали воспринимать как неофициальное «лицо гранжа» — её образ включал сбритые брови и коротко стриженные волосы. Элементы гранж-моды также начали использовать такие известные модельеры, как Кристиан Лакруа, Донна Карен и Карл Лагерфельд. В 1993 году Джеймс Трумэн, редактор журнала Details, заявил: «Для меня гранж — это не антимода, это немодность. Панк был антимодой. Он делал заявление. В этом смысле гранж не несёт в себе манифестов, поэтому для него было бы безумием стать модным манифестом». Неряшливое чувство моды определило внешний вид «поколения бездельников», которое «прогуливало уроки, курило траву… [и] сигареты и слушало музыку», мечтая однажды стать рок-звёздами.

### Последующие годы
Хотя интерес к гранж-движению упал до минимума после смерти Курта Кобейна в 1994 году, модельеры продолжают время от времени выпускать коллекции, вдохновлённые этим жанром. В 2008 году гранжевый стиль вернулся в модный тренд, а в 2013 году дизайнер бренда Yves Saint Laurent Эди Слиман организовал модный показ одежды сезона «осень/зима». По словам Слимана, во время создания коллекции его музой была Кортни Лав. Сама музыкантша отзывалась положительно о работе модельера: «Не в обиду Эм Джею [Марку Джейкобсу], но он так и не понял [сути гранжа] до конца. Вот то, что он [гранж] представляет на самом деле. Эди знает, что делает. У него получилось точно всё передать, в отличие от Эм Джея и Анны [Суи]». По словам Лав, они с Кобейном сожгли коллекцию одежды бренда Perry Ellis, которую они получили от Марка Джейкобса в подарок: «Мы были панками, нам не нравились такие вещи». В 2016 году гранж пережил фешенебельное «переосмысление» стиля с подачи таких музыкантов, как ASAP Rocky, Рианна и Канье Уэст. Редактор культового британского журнала I-D magazine так прокомментировала эту ситуацию: «Визуальный стиль гранжа больше не является знаком аутентичности, хотя бунтарские символы (ботинки фирмы „Dr. Martens“, клетчатые рубашки) вездесущи на центральных улицах». В 2018 году Марк Джейкобс перевыпустил свою «гранжевую» коллекцию сезона «весна/лето» 1993, сделавшую его знаменитым; дизайнер полностью повторил все 26 луков из коллекции, получившей название «Bootleg Redux Grunge», в том числе обувь и аксессуары. Тем не менее, модное событие было омрачено скандалом — оставшиеся члены Nirvana подали на Джейкобса в суд, так как дизайн одной из футболок частично копировал изображение их жёлтого смайлика, у которого вместо глаз в виде букв Х размещены буквы M и J. Nirvana владеет авторскими правами на этот смайлик с 1992 года, в иске дизайн Джейкобса назвали «вопиющим грабежом».

## Наркотики и алкоголь

Одна из ярчайших звёзд сиэтлской сцены, Эндрю Вуд (на фото в центре), погиб в возрасте 24 лет от передозировки героина. Проблемы с наркотиками были у многих исполнителей этого жанра и гранж стал прочно ассоциироваться с героином. Именно Вуду была посвящена песня группы Alice in Chains «Would?»

Многие музыкальные субкультуры были тесно связаны с определённым видом наркотиков, например, контркультура хиппи и движение регги прочно ассоциировались с марихуаной и психоделиками. В 1990-е годы СМИ уделяли много внимания теме популярности героина среди музыкантов гранж-сцены Сиэтла. В 1992 году газета The New York Times перечислила в своей статье «три основных наркотика» города: «эспрессо, пиво и героин»; в свою очередь, в 1996 году музыкальное онлайн-издание Perfect Sound Forever окрестило музыкальную среду Сиэтла «субкультурой, которая наиболее плотно сидела на героине». По словам Тима Джонза из The Guardian, «… героин [начал] разрушать [гранж-]сцену с момента её создания в середине 1980-х»; журналист подчёркивал, что «… [столь сильное] фигурирование героина [в гранже] отражает самоненавистнический, нигилистический аспект этой музыки». Джонз заявлял, что помимо ряда летальных исходов от передозировок героина, такие гранж-музыканты, как Скотт Уайланд из группы Stone Temple Pilots, а также Кортни Лав, Марк Ланеган, Джимми Чемберлин и Эван Дандо тоже «имели проблемы с наркотиками, но справлялись и выбирались из этих передряг». В книге 2014 года, посвящённой наркотикам в американском обществе, отмечалось, что в то время как в 1980-х люди использовали «стимулирующий» кокаин, чтобы пообщаться и «хорошо провести время», в 1990-х для гранж-музыкантов героин являлся «депрессантом», средством «отстранения» в «кокон» с целью почувствовать себя «защищённым от сурового и неумолимого мира, который сулил … мало перспектив для … перемен или надежды». В свою очередь, публицист Джастин Хендерсон утверждал, что все «расслабляющие» опиаты, такие как «героин, морфин, кодеин, опиум, гидрокодон … казалось, были осознанно выбранной привычкой для многих гранжеров». После смерти Курта Кобейна его вдова, певица Кортни Лав, охарактеризовала Сиэтл как «наркотическую Мекку, где гораздо легче достать героин, нежели в Сан-Франциско или Лос-Анджелесе».
Название дебютного альбома Nirvana Bleach было вдохновлено образовательным плакатом американской медицинской программы, направленной на снижение вреда среди героиновых наркоманов, в котором говорилось: «Отбеливайте свою „кухню“ [имелись в виду шприц и игла], прежде чем закайфовать». Плакат был выпущен Государственным департаментом здравоохранения США с целью снизить количество заражений СПИДом, вызванных совместным повторным использованием игл среди наркоманов. Песня группы Alice in Chains «God Smack» включает в себя строку «Stick your arm for some real fun» (рус. Ширнись, чтобы стало по-настоящему весело) (аллюзия на героиновую инъекцию). Среди сиэтлских музыкантов, известных употреблением героина, фигурировали: Курт Кобейн, который принял дозу наркотика «перед тем как выстрелить себе в голову»; «Эндрю Вуд из Mother Love Bone [который погиб] от передозировки героина в 1990 году»; «Стефани Сарджент из 7 Year Bitch, скончавшаяся от передозировки этим же опиатом в 1992 году; Лэйн Стейли из Alice in Chains, который подробно описал свою борьбу с героином [в песнях группы]» и умер от тяжёлых последствий наркотика в 2002-м. От передозировки героином погибли также бас-гитарист Alice in Chains Майк Старр (2011 год) и гастрольный клавишник The Smashing Pumpkins Джонатан Мелвойн (1996 год). В середине 1990-х от остановки сердца, вызванной передозировкой кокаина, скончался фронтмен группы Blind Melon Шэннон Хун, чей дебютный альбом получил четырежды «платиновый» статус. 3 декабря 2015 года от передозировки наркотических средств (предположительно смеси кокаина и MDMA) умер Скотт Уайланд — по мнению врачей, определённую роль в гибели музыканта сыграла астма и изнурённость его организма многолетней наркозависимостью. 18 мая 2017 года покончил жизнь самоубийством 52-летний Крис Корнелл, по результатам вскрытия было установлено, что перед тем как повеситься, вокалист принял семь различных лекарственных средств, среди которых были барбитураты, кофеин и лоразепам. Впоследствии суицид Корнелла называли одной из причин самоубийства фронтмена Linkin Park Честера Беннингтона, который покончил с собой в день рождения музыканта — 20 июля 2017 года; одной из причин смерти называлась также долгая борьба с алкогольной и наркотической зависимостями артиста.

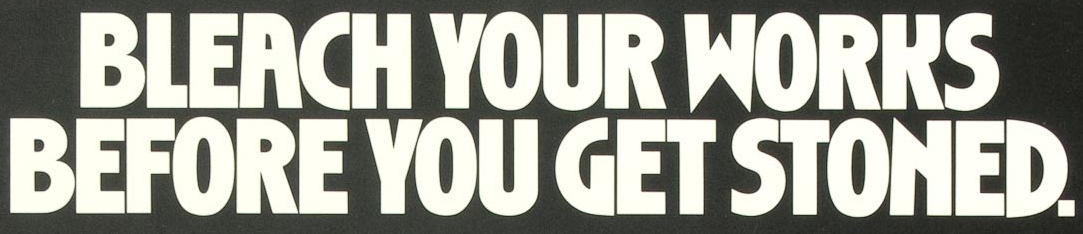
Название дебютного альбома Nirvana было вдохновлено образовательным плакатом американской медицинской программы, направленной на снижение вреда среди героиновых наркоманов и снижения распространения СПИДа. На плакате написано: «Отбеливайте свою „кухню“ [имелись в виду шприц и игла перед дозой], прежде чем закайфовать»

Тем не менее в 1994 году Дэниел Хаус, владелец лейбла C/Z Records, оспорил мнение о засилье наркотиков на гранжевой сцене, заявив, что «[в Сиэтле] (героина) было не больше, чем где-либо ещё», и подчеркнув, что «героин не является важной частью культуры [Сиэтла]» — «марихуана и алкоголь… распространены гораздо сильнее». В том же году Джефф Гилберт, один из редакторов журнала Guitar World, отметил, что медийное ассоциирование гранжевой сцены Сиэтла с героином было «раздуто [прессой]»; в свою очередь подчеркнув, что местные музыканты «были [просто] кучкой [марихуановых] укурышей». Анализируя десятилетие 1990-х, публицист Джил Трой отмечал, что представители гранж-сцены «при выборе наркотиков переключились с фешенебельного кокаина [среднего класса 1980-х] на марихуану синих воротничков», а редакция журнала Rolling Stone выражала мнение, что сиэтлские музыканты были «сумасшедшими от кофе [эспрессо]» днём, «поглощая ночью океаны пива фирмы Java, смешанного с ликёром», подытожив: «неудивительно, что музыка [гранж] звучит именно так [будто так оно и есть]». «Некоторые ветераны музыкальной сцены [Сиэтла] утверждали, что MDA», наркотик, схожий с экстази, «был жизненно важной частью гранжа», так как употреблявшая его публика получала эффект «бодрого тела» (в отличие от «ясного разума» марихуаны), благодаря чему могла по достоинству оценить «тяжёлые басовые грувы». В свою очередь, Пэт Лонг в своей книге «History of the NME» отмечал, что гранжеры, связанные с лейблом Sub Pop, устраивали многодневные вечеринки, употребляя там MDMA — это демонстрирует, что «тёплые лучи» экстази оказали влияние даже во влажном, сером и изолированном северо-западном регионе.

## Графический дизайн
В отношении графического дизайна и изображений общей чертой гранжевых исполнителей было использование «лоу-фай» эстетики и преднамеренно нешаблонных изображений на альбомах, например, мрачных или расплывчатых фотографий, коллажей и винтажных надписей. Ранние обложки гранж-альбомов и концертные флаеры печатались на ксероксе не из-за «преданности DIY-идеологии», а из-за экономической необходимости, поскольку у групп «было чрезвычайно мало денег». Эстетика «Сделай сам» уже была общей чертой дизайна панк-рока, но в период гранжа кустарное творчество получило дальнейшее развитие благодаря более широкому использованию компьютеров Macintosh для самостоятельной публикации и цифровой обработки изображений. Вне музыки этот стиль иногда называют «гранж-типографией». Известным примером экспериментального гранжевого дизайна был журнал Ray Gun арт-директора Дэвида Карсона.
Карсон, которого называли «крёстным отцом графического дизайна гранжа», разработал технику «разрывания, измельчения и перекройки букв» с использованием «напечатанных поверх, дисгармоничных букв» и экспериментального дизайна, включая «преднамеренные ошибки в вёрстке». В своём творчестве Карсон прибегал к «беспорядочному и хаотичному дизайну» и не соблюдал «[классические] правила композиции», руководствуясь «практическим, личным и интуитивным» подходом. Ещё одним известным «[гранжевым] графическим дизайнером» был Эллиотт Эрлс, который использовал «искажённые … старинные шрифты» и «агрессивно неразборчивый» стиль, перенявший «неопрятную выразительность» эстетики «гранж-музыки»; этот радикальный, антисистемный подход в графическом дизайне был навеян дадаизмом 1910-х годов. Самыми популярными «гранж-шрифтами» были: «Droplet» Хэта Нгайена, «Morire» Гарриета Горена и «Tema Canante» Эрика Лайна. По словам Свена Леннартца, гранж-дизайн изображений имеет «реалистичный, аутентичный внешний вид», который создаётся при использовании имитации рваной бумаги, потрёпанных углов, складок, пожелтевшего скотча, кофейных пятен, нарисованных от руки изображений и рукописных слов, обычно над «грязной» фоновой текстурой, которая выполнена унылыми, приглушёнными цветами.
Ключевой фигурой в создании «визуального образа» гранж-сцены для обывателей стал музыкальный фотограф Чарльз Питерсон, чьи чёрно-белые, нераскадрированные, а иногда и размытые снимки, запечатлевшие участников музыкального андеграунда северо-западного побережья, одетых в характерную повседневную одежду, активно использовались лейблом Sub Pop для продвижения этих групп.

## Литература

Обложка «кустарного» группы Bikini Kill, направленного на адептов движения riot grrrl

### Зины
Следуя традиции любительских, фанатских зинов, ставших неотъемлемой частью панк-движения 1980-х, участники гранж-сцены также выпускали DIY-публикации, которые «распространялись на концертах или по почте». Зины, как правило, копировались и содержали рукописные, «раскрашенные вручную» страницы с «опечатками, грамматическими и орфографическими ошибками и спутанной нумерацией» — всеми признаками их любительской природы. В 1987—1991 годах Доун Андерсон (англ. Dawn Anderson) издавала гранж-зин Backlash, который освещал «грязную, тяжёлую, более андеграундную и рокерскую сторону музыки Сиэтла», в том числе «панк, метал, андеграунд, гранж, ещё до того как он стал называться гранжем, и даже какой-то местный хип-хоп». Ещё одним из ранних гранжевых изданий был зин Grunge Gerl #1, который был направлен на аудиторию движения riot grrrl Лос-Анджелеса и близлежащих районов. Издание выходило под лозунгом «мы девушки, мы злые, мы сильные».

### Местные газеты
В 1992 году музыкальный критик Rolling Stone Майкл Азеррад назвал The Rocket «наиболее авторитетным рупором» сиэтлской гранжевой субкультуры. The Rocket представляла собой бесплатную газету, посвящённую музыкальной сцене северо-западного побережья, которая издавалась с 1979 года под руководством Чарльза Р. Кросса. Первоначально в газете освещались только «малоизвестные альтернативные группы» местного масштаба, такие как The Fartz, The Allies, The Heats/The Heaters, Visible Targets, Red Dress и The Cowboys. Однако в середине 1980-х издание начало выпускать статьи о более известных коллективах вроде Slayer, Wild Dogs, Queensrÿche и Metal Church. К 1988 году, когда популярность металлической сцены пошла на спад, акцент газеты сместился на местные протогранжевые (англ. proto-grunge) и альтернативные рок-группы. По словам Доун Андерсон, в 1988 году, задолго до того, как какое-либо другое издание обратило на них внимание, Soundgarden и Nirvana уже были звёздами газеты и печатались на её обложках. В 1991 году The Rocket также начала издаваться в Портленде (штат Орегон).

Обложка сиэтлской газеты The Rocket, считавшейся среди СМИ «наиболее авторитетным рупором» гранжевой субкультуры

### Беллетристика
Возникший в Австралии литературный жанр «гранж-литература» представляет собой вымышленную или полуавтобиографическую беллетристику начала 1990-х годов, посвящённую судьбам молодых людей, живущих в «гетто», в «мире дезинтегрирующего будущего, где единственным спасением от … скуки является нигилистическое стремление к сексу, насилию, наркотикам и алкоголю». Часто центральные персонажи романов маргинальны, бесправны, а также лишены какой-либо решимости и стремлений, выходящих за рамки удовлетворения своих основных потребностей. Как правило, гранж-литературу пишут «новые, молодые авторы», которые исследовали «суровые, грязные, жизненные реалии» простых обывателей. Жанр описывали как подвид грязного реализма и ответвление литературы Поколения X. Публицист Стюарт Гловер выражал мнение, что термин «гранж-литература» начал заимствовать базовое понятие «гранж» с «конца 1980-х — начала 1990-х годов … у [гранж-]групп Сиэтла». По словам Гловера, «гранж-литература» была по большей части маркетинговым термином, используемым издательскими компаниями для продвижения определённой продукции; публицист подчёркивал, что большинство авторов, которых классифицировали как «гранжевых» писателей, отвергали навешиваемый на них ярлык. Австралийские фантасты Макгахан, Макгрегор и Циолкас критиковали «гомогенизирующий эффект» от объединения весьма отличающихся друг от друга групп писателей в один литературный жанр. Так, Циолкас назвал термин «гранж-литература» «детищем СМИ».

## История

### 1980—1985: истоки, предшественники и влияние
Уникальное звучание гранжа частично обусловлено обособленностью Сиэтла от других музыкальных сцен. Как отмечал сооснователь Sub Pop Джонатан Поунмэн, «Сиэтл был прекрасным примером периферийного города с активной музыкальной сценой, которая была полностью проигнорирована американскими СМИ, зацикленными на Лос-Анджелесе и Нью-Йорке». В свою очередь, по утверждению Марка Арма, изоляция города означала, что «этот уголок карты был по-настоящему инбредным: здесь копировались идеи друг друга». В 1980-х Сиэтл был «отдалённым и провинциальным городом»; по словам Брюса Пэвитта, это было «пролетарское» и «небогатое» место, в связи с чем эстетика его музыкальной сцены — «рабочая одежда, шляпы дальнобойщиков, гитары из ломбарда» — представляла собой не искусственно выдуманный имидж, а результат того, что Сиэтл «был очень бедным». К примеру, когда «„Nevermind“ возглавил национальный чарт США, Кобейн жил в машине».
Сиэтлские группы начали смешивать метал- и панк-музыку около 1984 года, причём бо́льшая часть подобных экспериментов относилась к творчеству группы The U-Men. Тем не менее некоторые критики впоследствии отмечали, что, несмотря на каноническое место The U-Men в качестве пионеров гранж-направления, их звук в меньшей степени соотносился с хэви-металом и был гораздо более похожим на постпанк. Однако уникальные черты группы, возможно, являлись бо́льшим источником вдохновения, нежели сама эстетика. Вскоре в Сиэтле сформировалась «разнообразная музыкальная сцена» с «отличительной сиэтлской индивидуальностью», выраженной творчеством местных «гаражных постпанк-групп». Гранж представлял собой развитие местной панк-рок-сцены и был вдохновлён музыкой таких коллективов, как The Fartz, The U-Men, 10 Minute Warning, The Accüsed и Fastbacks. Кроме того, значительное влияние на звучание жанра оказал медленный, тяжёлый и грязный стиль группы Melvins. По словам Роя Шукера, успех гранжа основывался на «столпах», которые были «заложены в 1980-х годах более ранними альтернативными сценами». Шукер утверждал, что музыкальные критики «особо выделяли бросающиеся в глаза целостность и аутентичность сиэтлской сцены».
На звучание гранжа повлиял также ряд американских музыкальных сцен, находившихся за пределами северо-западного региона. Альтернативные рок-группы из северо-восточной части Соединённых Штатов, включая Sonic Youth, Pixies, Pavement и Dinosaur Jr., оставили глубокий отпечаток на концепции жанра. Благодаря покровительству гранж-сцене Sonic Youth, «сами того не осознавая, взрастили» многие местные коллективы и подкрепляли ярко выраженное независимое мировоззрение среди их музыкантов. Кроме того, гранжевые исполнители многое переняли у сырого, искажённого, насыщенного фидбэком звучания нойзовых рок-групп, таких как Scratch Acid, Butthole Surfers, The Jesus Lizard, Killdozer, Silverfish, а также Flipper — коллектива, известного своим медленным и мрачным «нойзовым панком».
Кроме того, предшественниками гранжа считаются нескольких австралийских рок-групп, включая The Scientists, Cosmic Psychos и Feedtime, чьё творчество оставило отпечаток на жанре за счёт звучания их музыки в эфире студенческих радиостанций. Влияние группы Pixies на музыку Nirvana отмечал фронтмен группы Курт Кобейн, который заявил в интервью журналу Rolling Stone: «Когда я впервые услышал эту группу, то так привязался к ней, что вскоре меня вполне можно было считать её членом, во всяком случае — дублирующего состава. Мы переняли у Pixies чувство динамики, которое заключалось в умении переходить от мягких и тихих звуков к тяжёлым и громким». В свою очередь, в августе 1997 года в интервью изданию Guitar World барабанщик Nirvana Дэйв Грол отметил: «Курту, Кристу [Новоселичу] и мне нравятся The Knack, Bay City Rollers, The Beatles и ABBA в той же степени, что и Flipper и Black Flag… Если вы послушаете любую запись Pixies — это [наша музыка] всё оттуда. Или даже „War Pigs“ Black Sabbath — там тоже это есть: сила динамики. Мы просто злоупотребляли ей [смешивая] с поп-песнями и пристрастились к этому [процессу]».
| |  |  |  |  |
| Сиэтлская панк-рок-группа The U-Men выступает на сцене «Metropolis». Местные группы начали смешивать метал- и панк-музыку в районе 1984 года, причём бо́льшая часть подобных экспериментов относилась к творчеству этого коллектива. Слева направо: Джон Бигли, Джим Тиллман и Том Прайс (1983 год) |  |  |  |  |

Помимо панк- и альтернативной музыки, в истоках многих гранж-групп прослеживается влияние хэви-метала начала 1970-х. Так, писатель Клинтон Хейлин, автор книги «Babylon’s Burning: From Punk to Grunge», отмечал, что творчество Black Sabbath, «возможно, оказало самое большое влияние [среди групп] пред-панковской эры на северо-западную сцену». Black Sabbath сыграли существенную роль в формировании звучания гранжа, благодаря своей музыке, а также записям, её вдохновившим. По словам музыковеда Боба Гуллы, звук Black Sabbath «фигурирует практически у всех самых популярных гранж-коллективов, включая Nirvana, Soundgarden и Alice in Chains». Также, по мнению критиков, очевидное влияние на жанр оказала группа Led Zeppelin, особенно в творчестве Soundgarden, стиль которой редакция журнала Q назвала находившимся «в плену у рока 1970-х, но [относившимся] презрительно к откровенному сексизму и мачизму [этого периода]». Джон Видерхорн из Guitar World писал: «Так что же такое гранж?…Представьте себе супергруппу, состоящую из Creedence Clearwater Revival, Black Sabbath и The Stooges, и вы будете достаточно близки к истине». В свою очередь, Кэтрин Стронг утверждала, что наиболее повлиявшим на гранж металлическим жанром был трэш-метал, мировоззрение которого включало «равенство с аудиторией», основанное на том, что «любой мог создать свою группу» (эту идеологию также разделял американский хардкор-панк, который Стронг также упоминает как одно из ключевых музыкальных направлений, повлиявших на гранж) и впоследствии перенятое гранж-группами. По словам журналистки, гранж-музыканты, как и участники трэш-коллективов, относились негативно к популярным в то время группам «хэйр-метала».
Стронг также утверждала, что «ответвление того, что [в США] считали хардкором, впоследствии стало известно как гранж». Сиэтлский музыкант Джефф Стетсон поддерживал это мнение, отмечая, что «нет никакой реальной разницы… между панком и гранжем». Как и панк-группы, гранж-группы «воспринимались как коллективы, вернувшиеся к рок-н-ролльным истокам, которые напомнили публике, что музыка должна была быть сырой и неопрятной»; кроме того, они были ответом «напыщенному и гиперболизированному» прогрессивному року или «легкомысленным коллективам вроде представителей хэйр-метала 1980-х». Одним из примеров влияния американского хардкора на гранж является творчество музыки группы Black Flag из Лос-Анджелеса. Альбом 1984 года My War, на котором участники коллектива объединили хэви-метал со своим традиционным звучанием, оказал мощнейшее влияние на музыкальное сообщество Сиэтла. По словам Стива Тёрнера из Mudhoney, «многие люди по всей стране ненавидели тот факт, что Black Flag стал играть медленнее… но здесь [в Сиэтле] это восприняли с большим энтузиазмом… мы все воскликнули „Ура!“. Они были странными и охренительно звучали». Тёрнер так объяснял интеграцию в гранж металлического влияния: «Хард-рок и метал никогда не считались большими врагами панк-сцены, в отличие от других жанров. Здесь была схожая ситуация: „Так как тут всего двадцать человек, вы не сможете найти группу, которую можно ненавидеть“». Чарльз Р. Кросс выражал мнение, что гранж представлял собой «кульминацию двадцатилетнего периода развития панк-рока». По словам публициста, группами, наиболее олицетворявшими гранж, были сиэтлские коллективы Blood Circus, TAD и Mudhoney, а также денверская группа The Fluid, подписавшая контракт Sub Pop; он утверждал, что Nirvana, сочетавшая в себе влияние поп-музыки, а также таких коллективов, как Sonic Youth и Cheap Trick, звучала на порядок мелодичнее и легче, нежели такие группы, как Blood Circus.
После того как Нил Янг сыграл несколько концертов с группой Pearl Jam и записал с ними альбом Mirror Ball, некоторые представители СМИ стали называть его «крёстным отцом гранжа». Этот титул был основан не только на его работе с гаражной рок-группой Crazy Horse и регулярном использовании дисторшна — особенно в альбоме Rust Never Sleeps — но также на его одежде и публичном образе. Таким же важным альбомом, оказавшим существенное влияние на гранж-среду северо-запада Америки, считается второй лонгплей группы Redd Kross Neurotica. Джонатан Поунмэн так отзывался об этой записи: «„Neurotica“ изменила мою жизнь и жизнь многих людей в музыкальном сообществе Сиэтла».
Контекстом для возникновения сиэтлской гранж-сцены был «золотой век неудач, время, когда пласт американской молодёжи охватили… пороки лени и отсутствия мотивации». «Бездельники Поколения X» продолжали отлынивать от работы, пытаясь примкнуть к «культу неудачников», который с подачи Курта Кобейна превратился в своеобразное «массовое развлечение»; действительно, знаменитая песня группы Nirvana «Smells Like Teen Spirit»... начинается со строчки «Это так весело — проигрывать и притворяться». «Кредо гранжа» подразумевало «смерть от медленного удушья», «сопротивление путём ухода из мира». Публицистка Рупа Хук называла гранж «безжалостно белым» в «тембре и текстуре». Роберт Лосс также утверждал, что хотя гранж-сцена была более гостеприимной для женщин, нежели глэм-металическое сообщество, и хотя гранж «стремился быть более восприимчивым к этническим и культурным различиям, он был в высшей степени белым»; журналист подчёркивал, что в творчестве музыкантов хип-хопа, таких как Jay-Z, гораздо больше «кроссоверности» для слушателей различных рас. В свою очередь, профессор и музыковед Марк Мазулло прежде всего расценивал гранж как «социальную позицию или мировоззрение с соответствующей политической системой убеждений». По мнению Мазулло, для обывателей гранж стал прочно ассоциироваться с визуальным стилем американского северо-запада: «рваные джинсы и выцветшие фланелевые рубашки» — неряшливый вид, тесно связанный с уличной культурой Сиэтла, культурой употребления тяжёлых наркотиков и угрюмым ассортиментом «анархистов-веганов, белого отребья и троллей» (так называли бездомных подростков, живущих под мостами).

### 1985—1990: формирование направления

Выступление сиэтлской группы Green River — пионеров гранж-направления

В 1985 году группа Green River выпустила дебютный мини-альбом Come on Down, рассматриваемый большинством экспертов в качестве первой гранж-записи. Ещё одним основополагающим релизом жанра считается сборник Deep Six, выпущенный лейблом C/Z Records годом позже. Запись содержала композиции шести групп: Green River, Soundgarden, Melvins, Malfunkshun, Skin Yard и The U-Men. Для многих из них это было первое появление на аудиоплёнке. Включённые в сборник исполнители отличались «преимущественно тяжёлым, агрессивным звуком, который объединял в себе относительно медленный темп хэви-метала с динамичностью хардкора». Процесс записи был малобюджетным; каждой группе было предоставлено по четыре часа студийного времени. Как вспоминал Джек Эндино: «[вначале] люди воскликнули: „Ну, что это за музыка? Это не метал, это не панк, что это?“ [...] Потом до них дошло: „Эврика! У всех этих групп есть что-то общее“». В том же году Брюс Пэвитт выпустил компиляцию Sub Pop 100, а также второй мини-альбом Green River Dry As a Bone, в рамках своего нового лейбла — Sub Pop. Пэвитт описал этот ранний релиз Green River, как «сверх-разнузданный ГРАНЖ, разрушивший мораль поколения». Вдохновлённые другими региональными музыкальными сценами, руководители Sub Pop Брюс Пэвитт и Джонатан Поунмэн старались добиться того, чтобы материал, выпущенный на их лейбле, отражал звучание «Саунда Сиэтла», используя для этого аналогичный стиль продюсирования и оформления альбомов. Несмотря на утверждения Майкла Азеррада, что ранние гранж-группы, такие как Mudhoney, Soundgarden и TAD, имели разное звучание, он также отмечал, что «с объективной точки зрения они имели некоторые явные сходства».
Ранние концерты гранжевых групп отличались низкой посещаемостью (на некоторые приходило меньше десятка человек), однако если взглянуть на фотографии Чарльза Питерсона (штатного фотографа Sub Pop), создаётся впечатление, что такие концерты представляли собой важные музыкальные события. Группа Mudhoney, сформированная бывшими членами Green River, была флагманским коллективом Sub Pop на протяжении всего времени сотрудничества с лейблом и возглавляла гранжевое движение Сиэтла. Среди других лейблов северо-запада США, сыгравших ключевую роль в продвижении гранжа, были C/Z Records, Estrus Records, EMpTy Records и PopLlama Records.
Гранж привлёк внимание СМИ Соединённого Королевства после того, как Пэвитт и Поунмэн попросили журналиста Эверетта Тру из британского журнала Melody Maker написать статью о сиэтлской музыкальной сцене. Благодаря этому материалу в конце 1980-х жанр стал известен за пределами северо-западного региона и вдохновил большое количество людей создавать местные гранжевые сцены. Манифест музыкального направления, его идеология, озвученная со страниц музыкальной прессы, заключались в том, что гранж «обещал возвращение понятия регионального авторского ви́дения американского рока». Популярность гранжа на андеграундной музыкальной сцене была такова, что различные рок-группы начали целенаправленно переезжать в Сиэтл и перенимать внешний вид и звучание оригинальных гранжевых исполнителей. По словам Стива Тёрнера, «Это было по-настоящему паршиво. Здесь начали появляться фейковые группы, их материал не представлял собой то, что делали мы». В качестве реакции многие гранж-группы разнообразили своё звучание, в частности, Nirvana и TAD начали сочинять более мелодичные песни. Комментируя эту ситуацию, Дон Андерсон из сиэтлского фэнзина Backlash отмечал, что к 1990 году многие местные жители устали от шумихи вокруг музыкальной сцены Сиэтла и надеялись, что повышенное внимание со стороны СМИ вскоре прекратится.
По мнению журналиста газеты The Guardian Криса Дюброу, в конце 1980-х австралийская альтернативная паб-сцена, с «залитыми пивом полами» в захудалых центральных городских районах, стала родоначальницей гранж-групп с «сырой и несуразной энергетикой», таких как The Scientists, X, Beasts of Bourbon, Feedtime, Cosmic Psychos и Lubricated Goat. Дюброу добавлял: «Кобейн… признавал, что австралийская волна оказала большое влияние» на его музыку. В свою очередь, Эверетт Тру подчёркивал: «Существует много доводов за то, что гранж зародился в Австралии — например, группа The Scientists и им подобные скроуни-панки».

### Начало-середина 1990-х: мейнстримовый успех

Музыкальный проект Temple of the Dog стал своего рода первой супергруппой гранжевой сцены. Коллектив был собран участниками Soundgarden и Pearl Jam и задуман музыкантами как дань уважения покойному вокалисту Mother Love Bone Эндрю Вуду

В конце 1980-х гранжевые коллективы начали предпринимать шаги в сторону музыкального мейнстрима. Так, группа Soundgarden первой из гранж-групп подписала контракт с мейджор-лейблом, заключив сделку с фирмой A&M Records в 1989 году. По словам Джека Эндино, Soundgarden, наряду с другими исполнителями, последовавшими их примеру, Alice in Chains и Screaming Trees, отыграли «весьма достойно» на их первых релизах, выпущенных мейджор-лейблами. Дебютный альбом Alice in Chains Facelift включал хит-сингл «Man in the Box», успех которого был столь велик, что по словам Стива Хьюи, редакция MTV буквально вцепилась в его музыкальное видео, включив в постоянную ротацию телеканала, придав группе решающий импульс и проложив путь для начала гранж-бума к концу 1991 года. Nirvana также получала предложения от крупных лейблов, тем не менее выпустив свою дебютную запись, альбом Bleach, под опекой Sub Pop и Джека Эндино. Однако годом позже музыканты всё же перешли на мейджор-лейбл Geffen Records, на котором в сентябре 1991 года был выпущен их второй студийный альбом Nevermind. Первоначально руководство лейбла прогнозировало для него небольшие продажи на уровне пластинки Goo группы Sonic Youth, которая была выпущена Geffen годом ранее. Однако выпущенный за несколько недель до релиза альбома дебютный сингл «Smells Like Teen Spirit» «ознаменовал собой рождение феномена гранж-музыки». Из-за постоянной трансляции клипа песни на MTV продажи альбома к Рождеству 1991 года составили баснословные 400 000 копий в неделю. В январе 1992 года Nevermind сместил с верхней строчки чарта Billboard пластинку Dangerous суперзвезды Майкла Джексона. К концу десятилетия Nevermind получил «бриллиантовый» сертификат от Американской ассоциации звукозаписывающих компаний.
Успех Nevermind удивил и ошеломил музыкальную индустрию. Альбом не только популяризировал гранж, но и «окончательно подтвердил культурную и коммерческую состоятельность альтернативного рока в целом». Майкл Азеррад утверждал, что Nevermind символизировал «преобразование рок-музыки» — хэйр-метал, доминировавший в роке до этого, стал стремительно терять популярность, уступив место аутентичной и культурно значимой музыке. Благодаря гранжу жанры, считавшиеся маргинальными, независимо от того, насколько они были радикальными, получили возможность доказать свою конкурентоспособность и стать частью мейнстрима, укрепив формирование индивидуалистической, фрагментированной культуры. Впоследствии другие гранж-группы повторили успех Nirvana. Группа Pearl Jam, основателями которой были бывшие участники Mother Love Bone Джефф Амент и Стоун Госсард, выпустила свой дебютный альбом Ten в августе 1991 года (за месяц до Nevermind), однако его продажи существенно возросли только год спустя. Ко второй половине 1992 года Ten возымел колоссальный успех среди мейнстримовой аудитории, получив «золотой» сертификат и достигнув 2-го места в хит-параде Billboard. Впоследствии на родине группы было продано более 13 миллионов копий этого альбома.
Альбомы Badmotorfinger Soundgarden и Dirt Alice in Chains, а также одноимённая пластинка группы Temple of the Dog, записанная в сотрудничестве музыкантов Pearl Jam и Soundgarden, также вошли в число 100 самых продаваемых альбомов 1992 года. Мейнстримовый прорыв этих гранжевых исполнителей стал причиной того, что журнал Rolling Stone назвал Сиэтл «новым Ливерпулем», намекая на аналогии с родным городом группы The Beatles, которые были лидерами т. н. «британского вторжения». Вскоре мейджор-лейблы заключили контракты с большинством ведущих гранжевых коллективов Сиэтла, в то время как в городе произошёл наплыв новых групп, надеявшихся добиться успеха на волне ажиотажа вокруг жанра. Гранж-сцена стала одним из сюжетных фонов кинофильма «Одиночки» режиссёра Кэмерона Кроу. В фильме было несколько выступлений ключевых групп этого направления, включая Pearl Jam, Soundgarden и Alice in Chain, также некоторые музыканты этих коллективов появились в небольших ролях и камео. Снятая в 1991 году в Сиэтле и его окрестностях кинолента была выпущена в прокат лишь годом позже — в разгар популярности гранжа.
Популярность гранжа вызвала большой интерес к культурным особенностям музыкальной сцены Сиэтла. Хотя эта музыкальная сцена в конце 1980-х и начале 1990-х в действительности состояла из различных музыкальных стилей и направлений, благодаря её освещению в СМИ Сиэтл воспринимали как единое «музыкальное сообщество, в котором основное внимание уделялось исследованию одной музыкальной идиомы, а именно гранжа». Модная индустрия продавала потребителям «гранж-моду», взимая премиальные цены за такие продукты, как вязаные лыжные шапочки и клетчатые рубашки. Однако критики утверждали, что реклама ассимилировала элементы гранжа и превращала его в сиюминутный модный изыск. Редакция газеты Entertainment Weekly так прокомментировала эту ситуацию в статье 1993 года: «Подобной эксплуатации субкультуры не было с тех пор, как СМИ открыли хиппи в 1960-е годы». Маркетологи активно использовали концепцию с припиской «гранж», чтобы продавать «гранжевые освежители воздуха», «гранжевые гели для волос» и даже компакт-диски с «лёгкой музыкой» под названием «лёгкий гранж» (англ. grunge light). Газета New York Times сравнила «гранжевое помешательство Америки» с массовым маркетингом панк-рока, диско и хип-хопа в предыдущие годы. По иронии судьбы, New York Times была скомпрометирована, напечатав фейковый список сленговых выражений, которые предположительно использовались представителями гранжевой субкультуры; эта мистификация известна под названием «гранжевый разговорник». Впоследствии медийному ажиотажу вокруг гранжа был посвящён сюжет документального фильма «Хайп!» 1996 года. Поскольку СМИ начали использовать термин «гранж» практически во всех новостях о ключевых рок-группах, участники сиэтлской сцены стали пренебрежительно называть его «словом на букву Г» (англ. the G-word).
Вскоре в Сиэтле начала развиваться устойчивая антипатия к гранжу; в конце 1992 года Джонатан Поунмэн сказал, что в городе «Всё то, к чему имеет отношение гранж, воспринимают с предельным цинизмом и несерьёзностью […] Потому что всё это изначально представляло собой сфабрикованное движение». Многие гранж-исполнители испытывали дискомфорт от своего успеха и вызванного им внимания. Так, Курт Кобейн сказал Майклу Азерраду в одном из интервью: «Известность — последнее, чего я желаю». Группа Pearl Jam также в полной мере ощутила бремя успеха, причём бо́льшая часть внимания прессы пала на их фронтмена Эдди Веддера.
Следующий альбом Nirvana In Utero (1993) целенаправленно создавался в более сыром стиле, который басист группы Крист Новоселич описал как «дикий агрессивный звук, настоящая альтернативная запись». Тем не менее в сентябре 1993 года In Utero возглавил хит-парад Billboard. В 1996 году альбом был сертифицирован пятикратно «платиновым» на родине коллектива. Pearl Jam также сохранили высокие коммерческие показатели со своим вторым альбомом Vs., выпущенным в том же году. Запись разошлась тиражом 950 378 копий за первую неделю, возглавила чарт Billboard и превзошла все другие альбомы из Top-10 по показателю продаж, вместе взятые. В 1993 году гранж-группа Candlebox выпустила одноимённый лонгплей, который получил четырёхкратную «платиновую» сертификацию от Американской ассоциации звукозаписывающих компаний. В феврале 1994 года увидел свет мини-альбом Alice in Chains Jar of Flies, также возглавивший национальный хит-парад. Выпущенный месяцем позже диск группы Soundgarden Superunknown тоже отметился на вершине чарта Billboard, став одним из самых высокосертифицированных гранжевых альбомов середины 1990-х — с тиражом более 5 000 000 копий. В 1995 году одноимённый диск группы Alice in Chains вновь принёс лидерство этому коллективу, заняв верхнюю строчку в хит-параде Billboard и отметившись двукратным «платиновым» статусом на родине музыкантов.

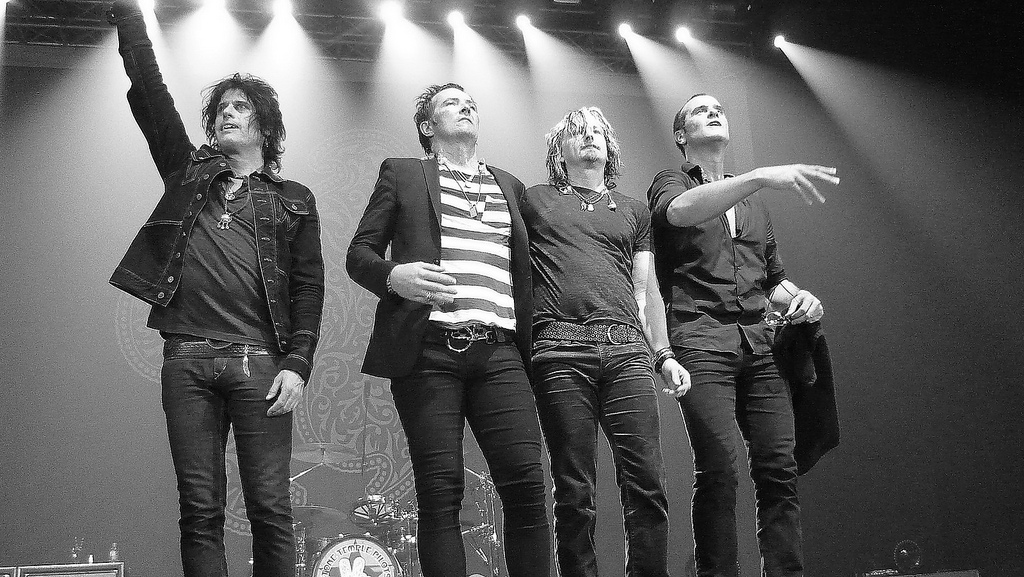
Начинавшая с фанкового звучания калифорнийская рок-группа Stone Temple Pilots была одной из самых успешных и в то же время самых критикуемых групп гранж-направления, сформированных не в Сиэтле. Пресса называла музыкантов «имитаторами гранжа» и обвиняла в приспособленчестве. Это было косвенно подтверждено выходом их третьего альбома, который был записан на фоне спада интереса к гранжу и разительно отличался от предыдущих дисков по своему стилю, демонстрируя такие стили, как глэм и психоделия

В начале 1990-х, в разгар коммерческого успеха жанра, мейнстримовая популярность гранжа подталкивала мейджор-лейблы прикладывать усилия для поиска новых талантов по всей стране, с целью их дальнейшего продвижения. Благодаря этому на андеграундном Олимпе появились такие исполнители, как Stone Temple Pilots (Сан-Диего), Tripping Daisy (Даллас), Toadies (Форт-Уэрт), Paw (Лоренс), Veruca Salt (Чикаго), а также австралийцы Silverchair, группы, чьё раннее творчество широко характеризовали (даже если с этим были не согласны в самом Сиэтле) как «гранж». В 2014 году онлайн-издание Paste присудило композициям «All Hail Me» (Veruca Salt) и «Tomorrow» (Silverchair) 39-е и 45-е места соответственно в своём списке «50 лучших гранж-песен всех времён». В свою очередь, американский журнал Loudwire назвал Stone Temple Pilots одной из 10-ти «лучших гранж-групп в истории». За пределами Соединённых Штатов всемирной известности добились несколько коллективов. В Канаде местная группа под названием Eric's Trip была первой командой, подписавшей контракт с лейблом Sub Pop, чьё звучание классифицировали как «гранж», помимо неё, к этому жанру относили дебютный альбом ещё одной канадской группы — Nickelback. Образованную в 1989 году во Франции группу Witness также причисляли к этому направлению. В свою очередь, австралийский коллектив Silverchair, сформированный в местном Ньюкасле, достиг широкой популярности в 1990-х; их песня «Tomorrow» достигла 22-й строчки в американском чарте Radio Songs в сентябре 1995 года, а дебютный альбом этой группы, Frogstomp, выпущенный в июне 1995 года, получил «платиновый» сертификат в США всего через несколько месяцев.

В этот период гранж-группы, которые были не из Сиэтла, часто обвинялись музыкальными журналистами в приспособленчестве и конъюнктурщине, желании подстроиться под модное жанровое направление. В частности, жертвами таких обвинений стала группа Stone Temple Pilots. В январе 1994 года Rolling Stone одновременно объявил этот коллектив «Лучшей новой группой» — по мнению читателей журнала и «Худшей новой группой» — по мнению его редакции, подчёркивая расхождение во вкусах между критиками и общественностью. Stone Temple Pilots завоевали широкую популярность среди массовой аудитории: их первый и второй альбомы были проданы в количестве восьми и шести миллионов соответственно. В 1994 году был выпущен дебютный альбом британской гранж-группы Bush, высоко оценённый критиками и также получивший шестикратно «платиновую» сертификацию от RIAA. Однако второй лонгплей этого коллектива, Razorblade Suitcase, был нещадно раскритикован в рецензии от Rolling Stone, автор которой назвал группу «самой успешной и бесстыдной пародией на музыку Nirvana». В книге «Fargo Rock City: A Heavy Metal Odyssey in Rural Nörth Daköta» Чак Клостерман писал: «Bush была хорошей группой, просто так вышло, что она стала сигналом начала конца; в конечном счёте, она превратилась бы в эдакий гранжевый Warrant». В свою очередь, автор книги «Accidental Revolution: The Story of Grunge» Кайл Андерсон выражал такое мнение об этом коллективе: 
Двенадцать песен на „Sixteen Stone“ звучат именно так, как должен звучать гранж [в привычном понимании], в то время как смысл гранжа состоял в том, что он в действительности не звучал как-либо конкретно, в том числе и как сам гранж. Просто вдумайтесь, сколько разных групп и музыкальных стилей продвигались под заголовком „гранж“ только в этой отдельной дискографии, и вы осознаете, что гранж — это, вероятно, самый неопределённый жанр в истории музыки.

### Середина-конец 1990-х: снижение популярности

#### Закат субкультуры

Мемориал, установленный в честь Курта Кобейна в городе Абердине

Снижению мейнстримовой популярности гранжа способствовал ряд факторов. Критики и музыкальные историки расходятся во мнении относительно точной причины упадка жанра. По словам журналистки Кэтрин Стронг, «в конце 1993 года… гранж имел крайне шаткое положение на музыкальной сцене и был одним из первых кандидатов на [мейнстримовое] забвение»; она подчёркивала, что «сцена стала настолько успешной» и широко известной, что породила «появление многочисленных подражателей». Редакция музыкального издания Paste отмечала, что к 1994 году жанр начал «стремительно угасать» — «Pearl Jam постарались исчезнуть из центра всеобщего внимания так быстро, насколько смогли; группы Alice in Chains, Stone Temple Pilots и масса других исполнителей имели серьёзные проблемы с наркотиками и [фактически] боролись за [физическое] выживание». Автор книги «Grunge: Seattle» Джастин Хендерсон утверждал, что с середины 1994 года началась «нисходящая спираль» гранжа, когда приток денег крупных рекорд-лейблов в корне изменил субкультуру изнутри, и ей было «некуда двигаться, кроме как вниз»; писатель подчёркивает, что смерть бас-гитаристки группы Hole, Кристен Пфафф, 16 июня 1994 года от передозировки героина стала «ещё одним гвоздём в крышку гроба гранжа».
В статье Джейсона Хеллера «Действительно ли гранж имел значение?», размещённой в 2013 году на портале The A.V. Club, публицист утверждал, что альбом Nirvana In Utero (сентябрь 1993 года) был «лебединой песней гранжа. Как только Кобейн начал брюзжать: „Подростковые страхи окупились сполна/Теперь мне скучно, и я старый“, всё было кончено». По словам Хеллера, после смерти Кобейна в 1994 году «лицемерие» в гранже того времени «стало …вопиющим», а «идеализм начал вызывать неловкость», в результате «гранж превратился в новый [мейнстримовый] Aerosmith». Публицист утверждает, что «гранж стал эволюционным тупиком», потому что «он ничего не отстаивал и ни на чём не основывался, и эта [идеология] отрицания была всем, что он из себя представлял».

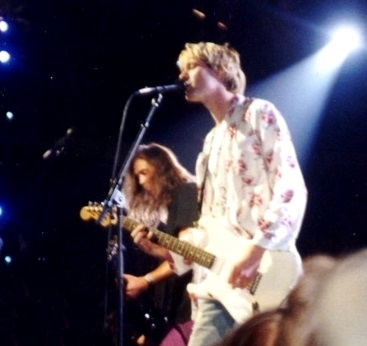
По мнению биографа Брайана Пассея, Кобейн был «самым ярким представителем альтернативной музыки 1990-х. До него, по сути, не было ни гранжа, ни альтернативы». Впоследствии представители СМИ отмечали, что самоубийство музыканта «стало катализатором заката гранжа», так как оно «…выкачало из него энергию и спровоцировало появление попсовой и корпоративной музыки»

В середине 1990-х многие гранж-группы распались или стали менее заметными. Курт Кобейн, названный редакцией Time «Джоном Ленноном свингующего северо-запада», по-видимому, «чрезвычайно тяжело переносил свалившуюся на него популярность» и боролся с пристрастием к героину. В начале 1994 года появились слухи о передозировке музыканта и о возможном распаде Nirvana. 8 апреля 1994 года Кобейн был найден мёртвым в своём доме в Сиэтле от огнестрельного ранения в голову, предположительно это было самоубийство; Nirvana была расформирована. Самоубийство Кобейна «стало катализатором заката гранжа», так как оно «выкачало энергию из гранжа и спровоцировало появление слащавой и корпоративной музыки, чтобы вернуть себе» былые позиции на музыкальной арене.
В том же году Pearl Jam отменили свой летний концертный тур в знак протеста против недобросовестной, по их мнению, деловой политики компании Ticketmaster, занимающейся продажей билетов в США. После этого группа начала бойкот компании; тем не менее инициатива Pearl Jam не выступать на площадках, связанных контрактом с Ticketmaster, закончилась контрпродуктивно, за редким исключением, группа практически не выступала с концертами в Соединённых Штатах в течение следующих трёх лет. В 1996 году Alice in Chains отыграли свои последние, как оказалось, концерты со своим фронтменом Лейном Стэйли, который выглядел болезненным и отчуждённым из-за регулярного употребления наркотиков. В 2002 году он был найден мёртвым у себя дома после передозировки смесью кокаина и героина. В 1996 году Soundgarden и Screaming Trees выпустили свои последние студийные альбомы текущего десятилетия, Down on the Upside и Dust соответственно. По словам Кэтрин Стронг, публицисты Рой Шукер и Джин Стаут утверждали, что «конец гранжа» можно рассматривать как процесс, «проистекающий из распада группы Soundgarden в 1997 году».

#### Постгранж
Во второй половине 1990-х гранж был вытеснен постгранжем — поджанром, который продолжал сохранять популярность и в начале следующего тысячелетия. Постгранж «превратил густое гитарное звучание и откровенное песенное содержание сиэтлских групп в доступную, зачастую жизнерадостную мейнстримовую эстетику». По мнению экспертов, исполнители этого направления были лишены андеграундных корней гранжа и находились под влиянием того, во что впоследствии он трансформировался, а именно «дико популярной формы обособленного, вдумчивого хард-рока». Постгранж был более коммерчески жизнеспособным жанром, который снизил количество гитарного дисторшна в сторону гладкого, радиоформатного звучания. Когда гранж стал мейнстримовым жанром, крупные лейблы начали заключать контракты с исполнителями, которые звучали так же, как те группы, с которыми их идентифицировали. Группы, характеризуемые как постгранж, возникший в тот же временной отрезок, такие как Bush, Candlebox и Collective Soul, получили клеймо подражателей тех коллективов, которые фактически привели гранж в мейнстрим. Хотя раннее творчество Bush и Candlebox соотносят с гранжем, дальнейший материал этих коллективов в большей степени классифицируют как постгранж. Публицист портала About.com Тим Грирсон, описывая эти группы, отмечал: 
Наверное, это неудивительно, так как эти группы, казалось, просто копировали модный звук, в связи с чем критики заклеймили их как плагиаторов. Эти группы классифицировались почти уничижительно — «постгранжем», подразумевая, что, не будучи самостоятельным музыкальным движением, они стали расчётливой, циничной реакцией на закономерные стилистические изменения в рок-музыке.

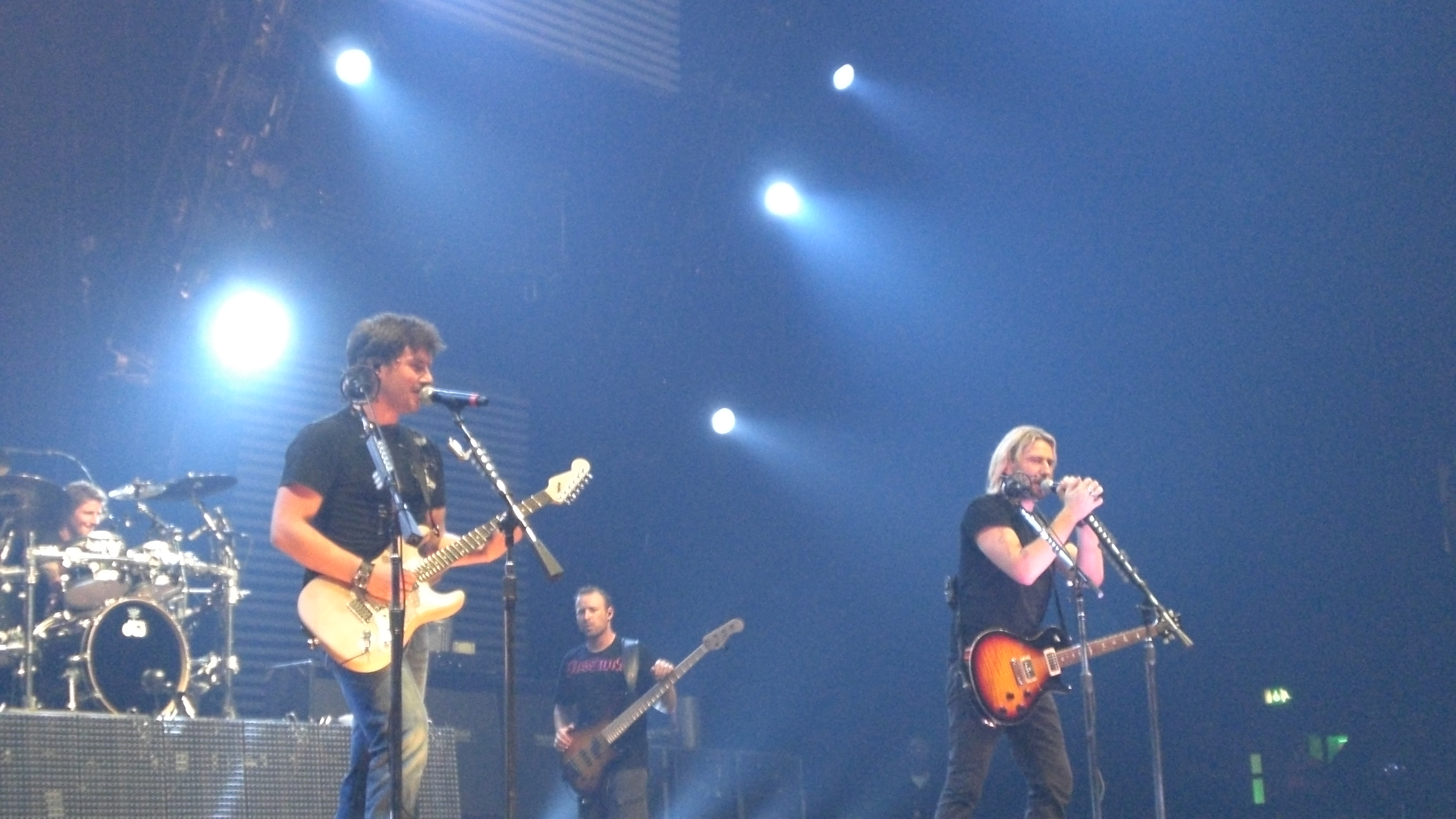
Одни из самых финансово успешных представителей постгранжа 1990-х, канадский коллектив Nickelback, с годами превратился в «самую ненавистную группу в мире» из-за неизменного движения в сторону коммерческого рока

В 1995 году обозреватель журнала Spin Чарльз Аарон заявил, что гранж «исчерпал себя», поп-панк на спаде, брит-поп — «временное явление», а альбомно-ориентированному року настал конец — музыкальная индустрия превратилась в «корпоративную [продюсерскую] альтернативу», которую автор называл «звучащей как халтурный гранж» или «скранж» (англ. «scrunge»). Среди исполнителей, причисленных Аароном к «скранжу», были: Better Than Ezra, Bush, Collective Soul, Garbage, Hootie & the Blowfish, Hum, Silverchair, Sponge, Tripping Daisy, Дженнифер Трайнинг и Weezer. Публицист также включил в список группу Foo Fighters, однако подчеркнул, что Дэйв Грол (бывший барабанщик Nirvana) старался не допустить превращения в «скранжевого парня», объединив в своей группе хардкорный панк 1980-х со стадионной трэшовой музыкой 1970-х.
Среди других групп, причисляемых к постгранжу, возникших на волне популярности Bush и Candlebox, выделялись Collective Soul и Live. В конце 1990-х — начале 2000-х жанр всё ещё пользовался большим успехом, в этот период были сформированы такие группы, как Creed, Nickelback, 3 Doors Down и Puddle of Mudd, а также коллективы, для которых постгранж был характерен в меньшей степени — Foo Fighters, Staind и Matchbox Twenty. Все эти исполнители в той или иной степени подвергались критике за коммерциализированный звук, а также за их «мировоззрение, базирующееся на общественных благах и романтических отношениях», что резко контрастировало с песенной тематикой гранжа: «злободневных вопросах, таких как суицид, социальное лицемерие и наркомания». Впоследствии публицист Адам Штайнингер критиковал постгранжевые коллективы за их «прилизанный материал, наполненный смягчёнными текстами, которые, казалось, тотально фокусировались на романтических переживаниях». Останавливаясь на отдельных исполнителях этого направления, Штайнингер выражал претензии к Candlebox за их «попсовый» звук, сосредоточенность на «любовной лирике», а также сочинение песен без «многогранности и креативности»; Three Days Grace — за их «приглаженную» и «радиоформатную музыку»; 3 Doors Down — за акцентированность на «прилизанных хит-синглах вместо создания качественных альбомов»; Finger Eleven — за скатывание в направление «поп-рока»; Lifehouse — за «упрощение … звучания гранжа и его новаторской структуры, с целью привлечь широкую аудиторию»; «сумбурные, бессмысленные словосочетания» Bush; «псевдо-поп поэзию» Live, которая «задушила сущность гранжа», «лощёное постгранж-звучание» Puddle of Mudd; а также музыкантов группы Nickelback, которых он называл «низкопробными… мальчиками для битья постгранжа», чья музыка «уныла, как помои».

#### Реакция со стороны брит-попа

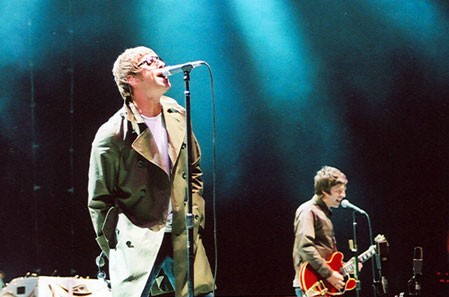
Британская группа Oasis, чьё появление стало реакцией на доминирование гранж-коллективов. Целью представителей брит-попа было «избавление от гранжа» и «объявление войны Америке» путём завоевания внимания местной публики и прессы. Быстрый расцвет и медийный ажиотаж вокруг брит-попа, по сути, стал британским эквивалентом гранжевого бума в 1990-х

В этот же временной период в Великобритании возник брит-поп, отчасти представляющий собой реакцию местных музыкантов на доминирование гранжа в Соединённом Королевстве. В отличие от мрачности и обособленности американского жанра, брит-поп был характерен «юношеским задором и стремлением [его исполнителей] к славе». Ведущие группы этого направления, Blur и Oasis, были «чем-то вроде противовеса ярко выраженному бесконечному гранжевому депресняку». Позитивное мировоззрение исполнителей брит-попа было вдохновлено туром Blur по Соединённым Штатам весной 1992 года. Впоследствии Джасти́н Фришманн, вокалистка группы Elastica (также игравшая в Suede и на тот момент находившаяся в отношениях с Деймоном Албарном — фронтменом Blur), так объясняла сложившуюся ситуацию: «Деймон и я чувствовали, что в тот момент мы были в гуще событий… мы понимали, что там же была и Nirvana, и люди очень интересовались американской музыкой, должен был появиться какой-то манифест для возвращения британственности».
Исполнители брит-попа неоднократно выражали своё презрительное отношение к гранжу. Так, в 1993 году, во время беседы с Джоном Харрисом из NME, Деймон Албарн согласился с утверждением интервьюера о том, что Blur была «антигранж-группой», подчеркнув: «Что ж, хорошо. Если панк был об избавлении от хиппи, то я избавляюсь от гранжа» (по иронии судьбы Курт Кобейн однажды назвал Blur своей любимой группой). В свою очередь, лидер Oasis Ноэл Галлахер, будучи поклонником Nirvana, писал музыку, которая опровергала пессимистическую природу гранжа. В 2006 году музыкант отметил, что сингл его группы под названием «Live Forever» «был написан в разгар гранжа и всего этого, я помню, что у Nirvana была мелодия под названием „I Hate Myself and Want to Die“, и это было чем-то вроде… — „Твою мать, я не собираюсь поддерживать подобное“. Как бы мне ни нравился он [Кобейн] и всё это дерьмо, я не приму этого. Я не понимаю людей, которых ходят вокруг, обдолбанные героином, и говорят, что они ненавидят себя и хотят умереть. Это грёбаная чушь. Детям не нужно слышать этого».

### 2000—2010-е: Возрождение
Многие известные гранж-группы продолжали пользоваться успехом в 2000-х и 2010-х годах, записывая альбомы и организовывая гастроли. Наиболее медийной гранж-группой XXI века была Pearl Jam. В 2006 году обозреватель Rolling Stone Брайан Хайатт назвал этот коллектив «потратившим бо́льшую часть прошлого десятилетия, целенаправленно сводя на нет свою славу», отметив также, что группа обзавелась преданной концертной публикой, схожей с аудиторией Grateful Dead. В новом тысячелетии Pearl Jam вновь продемонстрировали коммерческую успешность, а также получили хорошие отзывы критиков с такими альбомами, как Pearl Jam (2006), Backspacer (2009) и Lightning Bolt (2013). В 2005 году музыканты Alice in Chains организовывали серию реюнионов, приглашая и экспериментируя с разными вокалистами, с целью найти замену погибшему Лейну Стэйли. В итоге группа остановила свой выбор на Уильяме Дювале, в 2009 году выпустив с ним пластинку под названием Black Gives Way to Blue, ставшую их первой записью за 15 лет. Следующий релиз группы, The Devil Put Dinosaurs Here, состоявшийся в 2013 году, достиг 2-го места в чарте Billboard. В 2010 году состоялся реюнион группы Soundgarden, результатом которого стал альбом King Animal, выпущенный два года спустя и отметившийся в Top-5 национальных чартов Дании, Новой Зеландии и Соединённых Штатов. Кроме того, в 2016 году музыканты этой группы, Мэтт Кэмерон и Бен Шеферд, организовали сайд-проект под названием Ten Commandos с Аленом Йоханнесом (Queens of the Stone Age, Eleven), Марком Ланеганом (Screaming Trees, Queens of the Stone Age) и Димитрием Котсом (Off!).
Несмотря на смерть Курта Кобейна, остальные члены Nirvana продолжили успешную творческую деятельность. Благодаря высоким продажам «Дневников Кобейна», а также одноимённого сборника лучших хитов группы Nirvana, выпущенных в 2002 году, Nirvana была, согласно утверждению в вышедшей тогда статье в газете The New York Times, «в нынешний момент более успешна, чем когда-либо с момента самоубийства мистера Кобейна в 1994 году». Эта тенденция продолжалась в следующем десятилетии, с переизданием дискографии группы, а также выпуском в прокат документального фильма «Курт Кобейн: Чёртов монтаж». В 2006 году увидела свет кинолента Гаса Ван Сента «Последние дни», которая изначально задумывалась режиссёром как байопик Курта Кобейна (идея не была реализована из-за юридических претензий со стороны Кортни Лав). В фильме роль главного героя по имени Блейк исполнил актёр Майкл Питт, чей образ был практически идентичен внешнему виду покойного лидера Nirvana. В 2012 году Дэйв Грол и Крист Новоселич объединились с Полом Маккартни (выступившим в качестве вокалиста), записав песню для саундтрека к документальному фильму Грола «Город звука», под названием «Cut Me Some Slack».

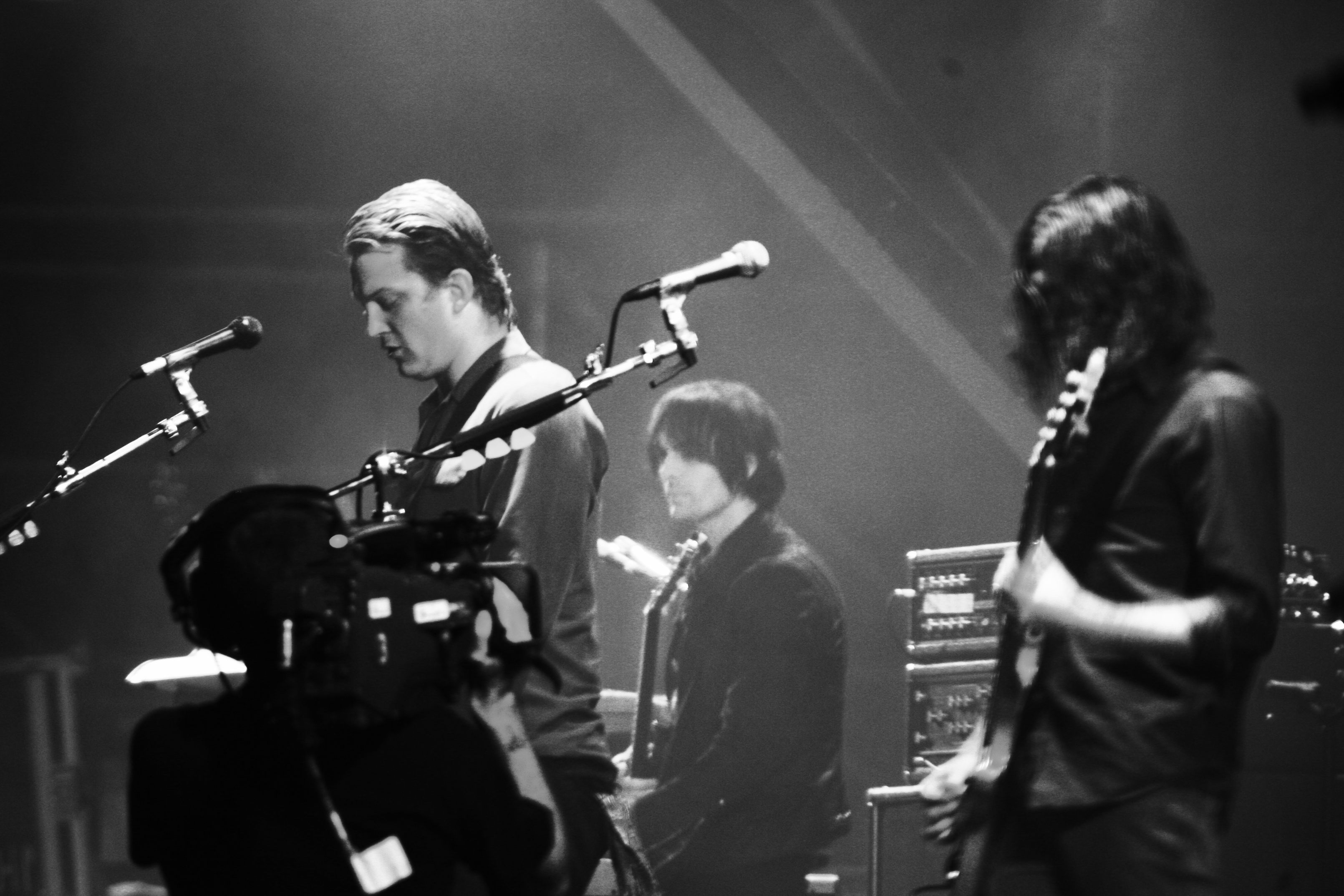
Одна из самых успешных рок-групп XXI века, Queens of the Stone Age, была сформирована из различных гранж-музыкантов. Кроме того, в начале 2000-х с коллективом сотрудничал Дэйв Грол из группы Nirvana, вместе с которым был записан диск Songs for the Deaf, названный критиком Стивеном Хайдом «лучшим хард-рок-альбомом XXI века»

Одна из самых успешных рок-групп XXI века, Queens of the Stone Age, была сформирована из различных гранж-музыкантов. Основатели коллектива, Джош Хомме и Марк Ланеган (также входил в состав Off!), какое-то время играли в группе Screaming Trees. Свой вклад в звучание коллектива также внесли Дэйв Грол из Nirvana и Ален Йоханнес из Eleven. Впоследствии Хомме и Грол сформировали супергруппу Them Crooked Vultures с бас-гитаристом легендарных Led Zeppelin Джоном Полом Джонсом, после того как Foo Fighters выступили с этим коллективом на стадионе Уэмбли в 2008 году. Помимо этого в состав Them Crooked Vultures входил Йоханнес, в качестве гастрольного участника. Несмотря на сравнительно недолгое существование коллектива, его музыканты были отмечены премией «Грэмми» в номинации «Лучшее исполнение в стиле хард-рок» на церемонии 2011 года.
В начале 2000-х состоялось возрождение нескольких гранж-сцен на региональном уровне, хотя и в небольших масштабах. Так, в 2005 году The Seattle Times обратила внимание на несколько вдохновлённых гранжем групп, вернувшихся на сиэтлскую сцену. В свою очередь, The Guardian написала о коллективах из Йоркшира, таких как Dinosaur Pile-Up, Pulled Apart by Horses и Wonderswan, также исполнявших музыку этого направления. Кроме того, в одном из своих материалов 2003 года редакция Нью-Йорк Таймс отметила глобальное возрождение гранжа по всей Америке.
В 2010-х годах также был сформирован ряд групп, в музыке которых отмечали влияние гранжа. В отличие от своих предшественников, некоторые из них соглашались с такой классификацией. Музыкальная пресса отмечала сотрудничество (или участие) многих этих коллективов с известными фигурами первой волны альтернативного рока. В частности, Стив Альбини работал с такими исполнителями, как Bully, Vomitface и Шэннон Райт, в то время как Эмма Рут Рандл из Marriages сотрудничала с Баззом Осборном из Melvins. Среди других известных групп, причисляемых к жанру гранжа или подверженных сильному влиянию с его стороны, были: Wolf Alice, Yuck, Speedy Ortiz, 2:54, False Advertising, Slothrust, Baby in Vain и Big Thief, а также певицы Торрес, Митски и Кортни Барнетт. Примерно с середины 2010-х СМИ начали писать о возрождении гранжа, характеризуя звучанием этого жанра музыку таких групп, как Title Fight, InCrest, Fangclub, Code Orange, My Ticket Home, Citizen, Milk Teeth и Muskets; творчество некоторых из этих коллективов описывалось как кроссовер гранжа со стилем эмо.

## Роль женщин в гранже

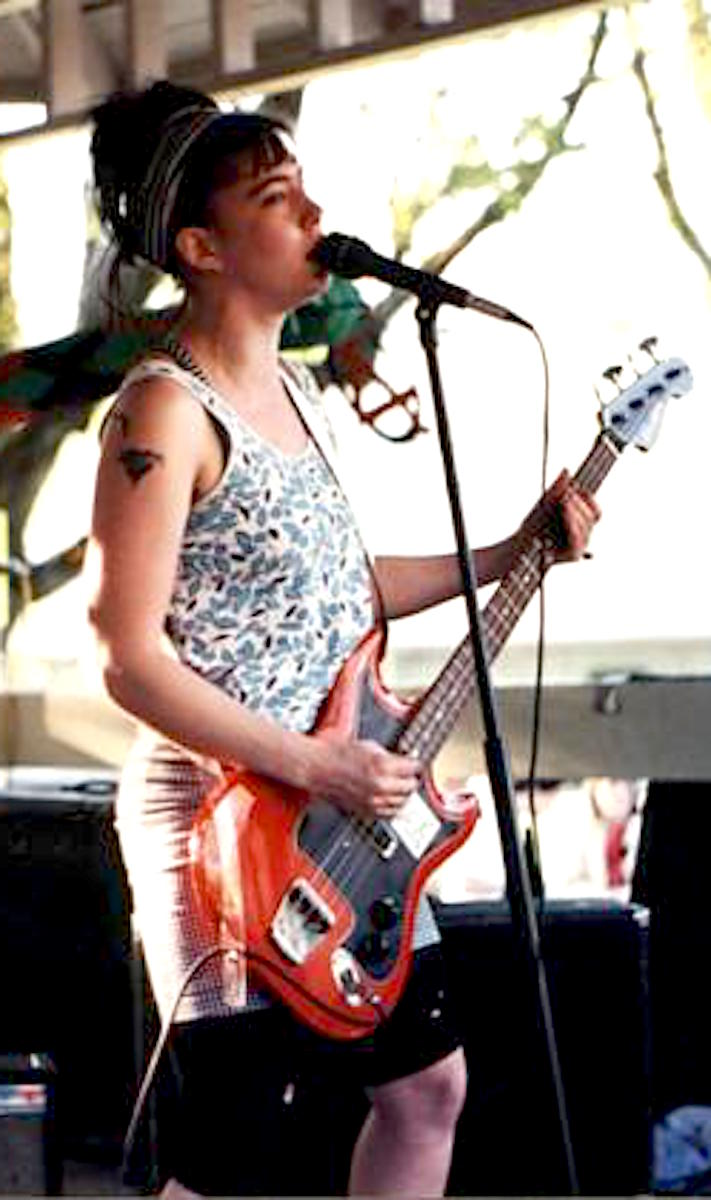
Пионер движения Riot grrrl и вокалистка группы Bikini Kill — Кэтлин Ханна

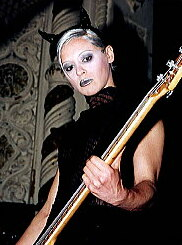
Одна из самых известных андеграундных бас-гитаристок Д’арси Рецки из группы The Smashing Pumpkins

Несмотря на бытующее мнение, что гранж в «большей степени мужской» жанр, нежели женский, в этом музыкальном направлении существовали полностью женские коллективы, такие как L7, Lunachicks, Dickless, 7 Year Bitch, The Gits, Hole (а также другие проекты Кортни Лав) и Babes in Toyland, причём последняя представляла собой «женскую гранж-группу из Миннеаполиса». Кроме того, гранж был тесно «связан с Riot grrrl», андеграундным феминистским движением, уходящим корнями в панк-рок. Публицист портала VH1 Дэн Такер выражал мнение, что L7 являлась «женской гранжевой группой, [творчество которой] брало своё начало из плодородной лос-анджелесской андеграундной сцены и [которая] имела тесный контакт с [одним из ведущих альтернативных коллективов]… Black Flag и могла сравниться с любой мужской группе по ментальности и масштабности».
Одна из пионерок Riot grrrl, фронтвумен группы Bikini Kill Кэтлин Ханна, была тесно связана с гранжевой сценой Сиэтла. Именно Ханна (непредумышленно) придумала название для прорывного сингла Nirvana «Smells Like Teen Spirit», упомянув одноимённый женский подростковый дезодорант. Среди известных женщин-инструменталисток жанра также фигурируют бас-гитаристки Д’Арси Ретцки и Мелисса Ауф дер Маур из The Smashing Pumpkins и барабанщицы Пэтти Шемел из Hole и Лори Барберо из Babes in Toyland. В отличие от гранжа, в большинстве рок-жанров присутствие в группах профессиональных женщин-музыкантов не распространено и является скорее исключением из правил.
Также женщины играли активную роль в андеграундной гранж-сцене: так, участницы движения Riot grrrl продюсировали зины о гранж-группах и инди-лейблах (например, Grunge Gerl #1), а одна из лидеров сиэтлской сцены Доун Андерсон была штатным автором местного фэнзина Backlash. В свою очередь, Тина Кесейл (англ. Tina Casale) была соучредителем C/Z Records (созданного в середине 1980-х вместе с Крисом Ханцсеком), инди-лейбла, на котором в 1986 году был записан сборник Deep Six (впоследствии названный самым ранним образцом гранжа), включавший материал таких групп, как Soundgarden, Melvins, Malfunkshun, Skin Yard, Green River и The U-Men.

## Влияние

По мнению журналистов, «влияние Nirvana на рок-музыку 1990-х сравнимо с влиянием Black Sabbath на хэви-метал. При этом революционность их наследия даже не в том, как эффектно им удалось смешать гитарную грязь и тяжесть Оззи и Ко, панк-этику и тинейджерское самоедство […] Всё дело в том, что им удалось […] подсадить свои музыкальные идеи на ласкающие слух рокера риффы и хуки». Сегодня музыкальные критики делят историю музыки на «до» и «после» «Nirvana». Альбом Nevermind признан лучшей пластинкой 1990-х, а его заглавный хит «Smells Like Teen Spirit» входит в Top-5 величайших песен всех времён

В статье 2011 года музыкальный критик Дэйв Уитакер выразил мнение, что каждое поколение с самого начала «записи музыки придумывает жанр, меняющий правила игры», от свинга в 1930-х годах, рок-н-ролла в 1950-х годах, панк-рока в 1970-х, до гранжа в 1990-х. Однако, по словам Уитакера, «гранж был последней американской музыкальной революцией», поскольку ни одно поколение после него не придумало новый жанр, который бы радикально изменил музыкальный ландшафт. Публицист утверждал, что «цифровая революция» (онлайн-музыка, обмен файлами и т. д.) ознаменовала то, что «после гранжа не было жанра, определяющего поколение», потому что, «для того чтобы полностью насытить рынок одним жанром, требуется… музыкальная индустрия с огромным контролем над рынком».
В 2016 году Роб Зомби заявил, что гранж стал причиной смерти понятия «рок-звезда»; по словам музыканта, в отличие от предыдущих звёзд, «Элиса Купера и Джина Симмонса и Элтона Джона», которые «с тем же успехом могли бы быть с другой грёбаной планеты», в гранж-среде было совершенно иное мировоззрение — «[нам] нужно, чтобы все наши рок-звёзды выглядели так же, как мы [обычные люди]».
По мнению Боба Батчелора, инди-идеология и система ценностей Сиэтла стали основополагающими принципами для формирования и появления таких групп, как Nirvana и Pearl Jam, «конфликтующих с желанием мейджор-лейблов продать миллионы дисков». Также Батчелор утверждал, что, несмотря на испытываемый гранж-музыкантами дискомфорт по отношению к маркетинговым целям крупных рекорд-лейблов и сопротивление некоторых ключевых групп проведению рекламных и медийных мероприятий, диктуемых руководством звукозаписывающих фирм, включая создание музыкальных клипов, участие гранж-коллективов в видеопрограммах MTV «сыграло важную роль в становлении [гранжа] частью мейнстрима, так как многие поклонники этого жанра впервые познакомились с ним» благодаря MTV, а не с помощью местного или «нишевого радио». В свою очередь, Гил Трой выражал мнение, что «гранжевое восстание, как и большинство других» в «потребительской» культуре Америки, закончилось тем, что его «коммерциализировали, поставили на поток, ритуализировали и, таким образом, дезинфицировали» крупные корпорации.
В 2011 году Джон Калверт заявил, что «время» — причина, по которой не произошло возрождение гранжа; по словам публициста, культурные настроения конца 1980-х — начала 1990-х, которые вдохновили движение, больше не возобновлялись. Сиэтлский автор песен Джефф Стетсон полагал, что люди 2010-х, которые слушают гранж, должны узнать о «контексте и истории его возникновения» и испытывать «уважение к тому, что это, по потрясающему стечению обстоятельств, произошло здесь [в Сиэтле], и вы, скорее всего, больше не увидите ничего подобного». В свою очередь, обозреватель журнала Paste Майкл Данахер утверждал, что «гранж-движение изменило ход рок-н-ролла, привнеся в него… рассказы о злоупотреблениях и депрессии» и социально-сознательные проблемы в поп-культуру.
По словам Калверта, композиция «Smells Like Teen Spirit» имеет «знаковое место в истории», поскольку она создала «определяющий поколение резонанс» для «молодых людей того времени»; публицист отмечал, что «ни одна другая группа … так не стремилась к самоуничтожению … будучи столь популярной», с подлинными болью и неудовлетворённостью. Калверт также называл «Smells Like Teen Spirit» «самой свирепой, мрачной и интенсивной» музыкой в истории чартов со времён раннего панк-рока; автор подчёркивал, что она появилась и была «тяжёлой» в тот момент, когда молодёжь той эпохи «нуждалась в тяжести», «сотрясая молодую Америку» и предоставив ей то, за что можно было «зацепиться» в трудные времена. В книге 2017 года писатель Стивен Феликс-Йегер заявил, что гранж «навсегда изменил идентичность рок-музыки по аналогии с панком»; кроме того, гранж добавил «интроспективные» тексты об «экзистенциальной аутентичности» и «о том, что значит быть верным себе». Курт Кобейн был назван «голосом поколения X», сыграв ту же роль для своего поколения, что и Боб Дилан в 1960-х годах и Джон Леннон в 1970-х. По мнению Боба Батчелора, Nirvana была «столь же важна, как и Элвис или The Beatles».
В 2008 году Дарраг Макманус из The Guardian заявил, что гранж был не просто молодёжной тенденцией или музыкальной причудой; по словам журналиста, гранж синтезировал ключевые философии современной эпохи, «от феминизма, либерализма, иронии, апатии, цинизма/идеализма…, антиавторитаризма, до перекошенного постмодернизма». Макманус утверждает, что гранж занимался серьёзными, «вескими» темами, которые нечасто встречаются в популярной музыке. По мнению журналиста, для поколения X гранж был не просто музыкой, это было ключевое культурное влияние. В свою очередь, писательница и историк моды Марлен Комар утверждала, что успех Nirvana популяризировал «нон-гетеросексизм», разноплановость взглядов в отношении «гендерности и сексуальности», акцентируясь на том, что мужчины и женщины схожи друг с другом, и продвигал прогрессивное политическое мышление среди молодёжи.

В 2017 году, в интервью Михаилу Козыреву, писатель Михаил Идов заявил: 
[„Нирвана“] открыла дверь всему. [...] Был момент именно из-за успеха „Нирваны“, и это их самое большое наследие, где-то с 1994 по 1997 год, когда американская музыкальная индустрия вообще не знала, что может „выстрелить“. Потому что если „выстрелило“ вот такое [гранж], то чёрт его знает, что следующее. И они начали брать в эфир практически всё, то есть та музыка, которая шла в мейнстриме в Top-20 в середине 1990-х, такого разнообразия, такой эклектики и безумия мы наверное больше не услышим никогда. [Мейджоры] были настолько поражены тем, что они не смогли предугадать „Нирвану“, что они на всякий случай давали шанс всем. Группа The Flaming Lips, например, группа The Folk Implosion... у них у всех был контракт с мейджор-лейблом в середине 1990-х и [...] как минимум один радиохит. До того как, где-то в 1997 году, система не [...] самостабилизировалась. [...] Но был этот момент, 2-3 года, когда в эфир могло попасть практически всё.

## Список самых значимых альбомов отRolling Stone
В 2019 году американский журнал Rolling Stone опубликовал список 50 величайших, по их мнению, альбомов гранжа; места с 1-го по 10-е заняли:
1. Nirvana — Nevermind (1991)
2. Soundgarden — Badmotorfinger (1991)
3. Pearl Jam — Ten (1991)
4. Hole — Live Through This (1994)
5. Mudhoney — Superfuzz Bigmuff Plus Early Singles (1990)
6. Alice in Chains — Dirt (1992)
7. Temple of the Dog — Temple of the Dog (1991)
8. Nirvana — In Utero (1993)
9. Soundgarden — Superunknown (1994)
10. Pearl Jam — Vs. (1993)

## В культуре
- Д/ф «Хайп!» (США, 1996)